# Războiul Imjin
Invaziile japoneze din Coreea au cuprins două operațiuni distincte: invazia inițială din 1592 și invazia a doua din 1597 care a urmat după scurta încetare a focului din 1596. Conflictul s-a încheiat în 1598 printr-un impas militar și retragerea forțelor japoneze din Coreea. Invaziile au fost lansate de Toyotomi Hideyoshi cu intenția de a cuceri atât Joseon-ul cât și Ming-ul. Japonezii au reușit să ocupe rapid peninsula coreeană dar superioritatea numerică a armatei aliate a Joseon și Ming au dus la o retragere a japonezilor spre zonele de coastă și la un impas militar. Odată cu moartea lui Hideyoshi din septembrie  1598, forțele japoneze din Coreea au primit ordin de retragere de la noua guvernare a Consiliului Celor Cinci Bătrâni. După aceasta au urmat negocieri pentru pace care s-au încheiat după mau mulți ani cu normalizarea relațiilor.

## Denumire

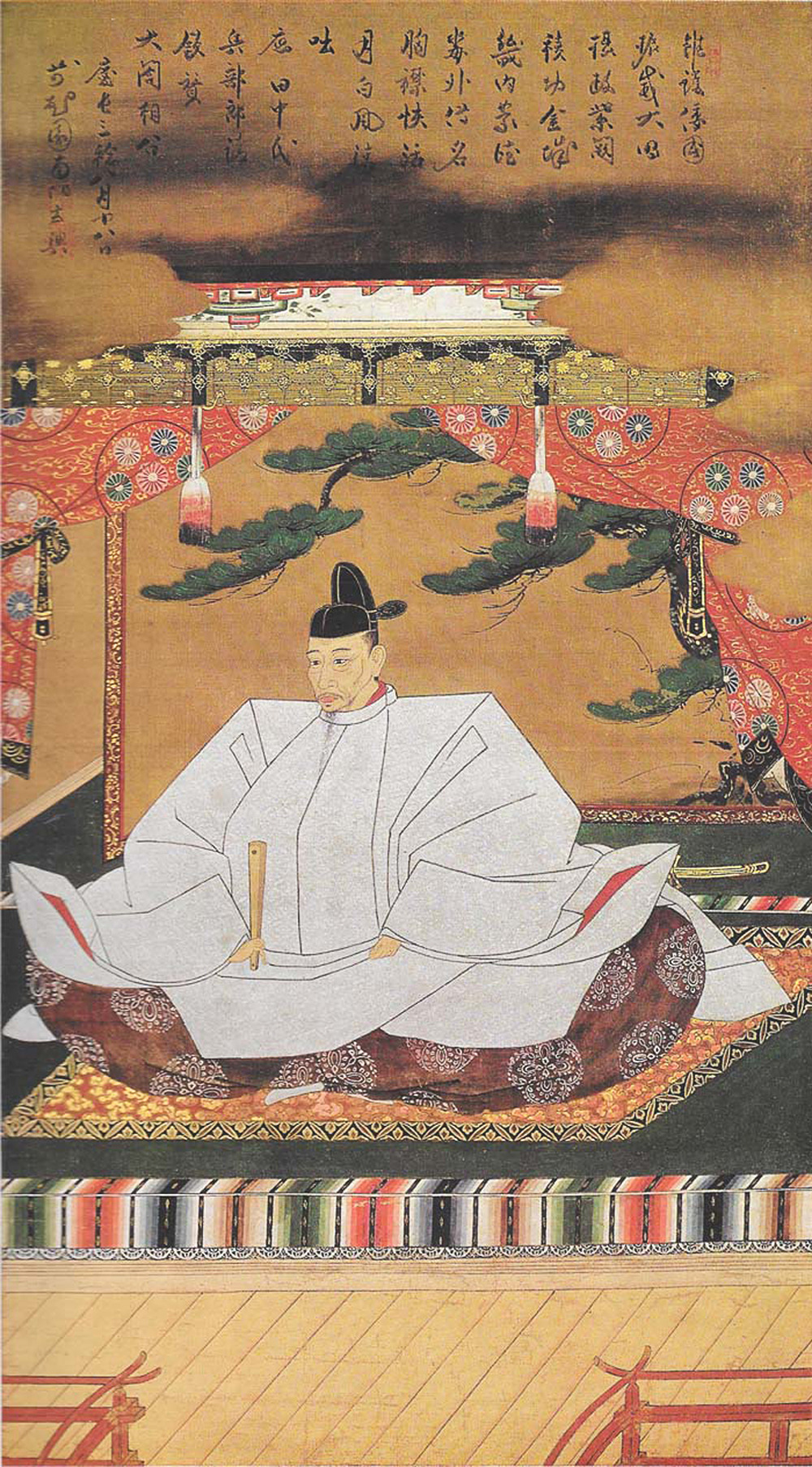
Portretul lui Toyotomi Hideyoshi

În coreeană, prima invazie (1592-1593) este numită literal ,,Tulburarea (乱 ran) Japoneză (倭 wae) de Imjin (1592 fiind un an Imjin în ciclul de șaizeci). În chineză, războaiele sunt denumite ,,Campania coreeană Wanli” după numele împăratului chinez care domnea atunci sau ,,Războiul Renchen pentru a apăra națiunea” (壬辰 卫国 战争). ,,Renchen” (壬辰) este pronunția chinezească pentru Imjin. Cea de-a doua invazie (1597-1598) este numită ,,Al doilea război al lui Jeong-yu" (丁酉). În japoneză, războiul este numit Bunroku nu eki (文禄 の 役). Bunroku se referă la era împăratului japonez Go-Yōzei care se întindea între anii 1592 și 1596. Cea de-a doua invazie (1597-1598) este numită "Keichō nu eki" (慶長 の 役). În timpul perioadei Edo (17-19C), războiul a fost, de asemenea, numit "Kara iri" (唐入り, literal "Intrare în China") deoarece scopul inițial al campaniei era cucerirea Chinei. Deși conflictul s-a limitat în realitate doar la peninsula coreeană, armatele lui Toyotomi Hideyoshi ar fi trebuit să își schimbe obiectivele de-a lungul campaniei.

## Prezentare generală
În 1592, Toyotomi Hideyoshi a lansat o campanie de cucerire asupra Joseon și eventual Ming cu o armată de 158.000 de soldați. Aceasta fost prima campanie japoneză în Coreea. Inițial, forțele japoneze au obținut victorii copleșitoare, ocupând atât Seoul-ul cât și Pyongyang-ul dar și o mare parte nin peninsula coreeană în doar trei luni. Totuși, acest succes pe uscat era limitat de flota coreeană care ataca vasele japoneze în apele de coastă și oprea aprovizionarea corespunzătoare a armatei. Aceste acțiuni au avut loc cu unele excepții pe tot parcursul conflictului. Soldații japonezi erau încrezători și bine instruiți având experiența numeroaselor conflicte terestre din perioada Sengoku dar înaintarea lor a fost blocată deoarece transporturile de provizii și comunicarea au fost oprite în zonele coastei coreene de vest. Chinezii au interpretat invaziile japoneze ca o amenințare la sistemul său tributar și la cererea coreenilor forțele chineze au intrat în război sub conducerea împăratului  Wanli, ducând la un impas militar. Războiul a stagnat cinci ani în care Japonia și China au negociat un compromis pașnic. Prima fază a invaziei a durat din 1592 până în 1596 cu un scurt interludiu din cauza căruia s-au eșuat negocierile de pace din 1596 și 1597. În 1597, Japonia a invadat Coreea a doua oară. Planul de invazie a fost similar cu primul. În septembrie 1598 când Hideyoshi a murit, forțele japoneze avaeu un progres limitat deoarece majoritatea soldaților staționau în cetățile de pe coasta de sud a Coreei. Aprovizionarea era nesigură iar armata japoneză a primit ordin să se retragă. Negocierile de pace au durat mai mulți ani după care relațiile pașnice au fost restabilite.

## Efecte
Coreea a pierdut o mare parte din forțele sale militare și a fost puternic afectată financiar deoarece războiul a avut loc în mare parte pe teritoriul său. O mulți civili au murit din cauza războiului și a foametei. Peste pierderile umane, Coreea a suferit pagube culturale și economice deoarece numărul de terenuri arabile s-a redus drastic, importante opere de artă au fost distruse sau confiscate, s-au pierdut artefacte și documente istorice iar mulți artizani au murit. În acest timp, principalele palate coreene cum ar fi Gyeongbokgung, Changdeokgung, și Changgyeonggung au fost arse de către localnicii coreeni iar Deoksugung a fost folosit ca palat temporar. În multe cazuri, distrugere de palate sau sedii guvernamentale a fost cauzată de conflictele interne la fel de mult ca de invazia în sine.  Baekjeong (coreenii din cea mai joasă clasă socială) au salutat de multe ori armata japoneză considerând-o o forță eliberatoare și au profitat de lipsa de securitate internă incendiind  changnye (birourile în care erau ținute evidențele de stare ale populației, inclusiv actele legate de sclavi). Aceste războaie precum și celelalte două războaie din sud au afectat puternic capacitățile militare și economia Ming, contribuind la prăbușirea Ming și ascensiunea Qing. Cu toate acestea, sistemul tributar sinocentric al Ming a fost menținut și de Qing, războiul ducând până la urmă la menținerea acestei stări prin normalizarea relaților dintre cele trei părți și crearea de noi rute de comerț..

## Context

### Coreea și China înainte de război
În 1392, generalul coreean Yi Seong-gye a condus o lovitură de stat prin care a luat puterea de la regele U al dinastiei Goryeo utilizând forțe militare. Adepții săi l-au forțat pe Yi să preia coroana și să fondeze dinastia Joseon. În căutarea unei justificări pentru domnia sa, neavând legături de sânge cu regii din trecut, Yi a acceptat să devină tributar dinastiei chineze Ming și să primească astfel ,,Mandatul Ceresc”. În cadrul acestui sistem tributar, Ming și-a asumat rolul unui ,,frate mai mare” pentru Joseon în scimbul acceptări rolului de ,,frate mai mic” de către Joseon. În 1402 împăratul Ming a conferit conducătorului japonez Ashikaga Yoshimitsu titlul de ,,Rege al Japoniei” ca prin acest titlul să accepte aderarea la sistemul tributar sinocentric. Sub Ashikaga Yoshimochi Japonia a renunțat la acest titlu în 1411 pentru a nu mai fi supusă controlului din partea Ming. Spre deosebire de Japonia, Joseon nu a făcut acest lucru. În urmă cu 1000 de ani, Goguryeo, unul dintre cele trei regate coreene avea o relație  antagonistă cu Tang dar Ming și Joseon au avut o relație strânsă atât din punct de vedere comercial cât și diplomatic. Cu toate acestea, Joseon a continuat relațiile comerciale cu Japonia. Ming și Joseon aveau multe în comun: ambele au apărut în timpul secolului al XIV-lea atunci când a căzut dinastia mongolă, ambele adoptaseră idealurile sociale confucianiste și se confruntau cu amenințări străine similare (Jurchenii și pirații Wokou). Pe plan intern, atât Ming cât și Joseon erau tulburate de lupte între facțiuni concurente. Acestea au influențat atât deciziile luate de coreeni înainte de război cât și deciziile luate de chinezi în timpul acestuia. Dependența reciprocă în domeniul comercial și inamicii externi comuni au determinat Joseon și ming să aibă o relație de prietenie. Wanli a reușit să ajungă împărat al Ming în 1572 la doar 9 ani. În primii 10 ani ai domniei sale, țara a fost condusă de profesorul și tutorele său Zhang Juzheng care a inițiat numeroase reforme pentru a revitaliza dinastia în declin. Au fost făcute progrese în numeroase domenii cheie care afectau ming-ul, în special cele legate de partea financiară. Zhang a făcut de asemenea mari progrese în apărarea nordului împotriva mongolilor și a promovat generali cum ar fi Li Chengliang și Qi Jiguang pe baza meritelor și nu prin practicile corupte din trecut. După moartea lui  Zhang Juzheng din 1582, curtea din Ming a început să anuleze o parte dintre reformele sale iar împăratul Wanli a început să fie tot mai deziluzionat și mai dezinteresat de politică. În 1590, Ming era încă în vigoare într-un stadiu relativ revitalizat. Ming era în multe conflicte în acea perioadă. În afară de nesfârșita luptă cu mongolii, Ming mai trebuia să lupte și împotriva rebelilor din provincia Ningxia precum și împotriva dinastiei birmaneze Taungoo, luptă care s-a desfășurat în același timp cu războiul Imjin. Conflictele cu pirații  Wokou care au avut loc în urmă cu câteva zeci de ani au conferit o experiență semnificativă față de stilul de luptă japonez. În Japonia fusese încheiată perioada conflictelor interne iar Toyotomi începuse procesul de unificare. Japonia a lansat primul său atac în Coreea sub pretextul că acesta nu a permis soldaților japonezi să traverseze peninsula pentru a se confrunta cu China. Ea era dornică să ocupe teritorii și să se extindă pe continent.

### Hideyoshi și pregătirile sale
În ultimul deceniu al secolului XVI, Hideyoshi a unificat ca și daimyō toată Japonia și a adus o perioadă de pace. Deoarece nu exista un succesor legitim din neamul Minamoto, necesar pentru Comisia Shogunului Imperial, el a căutat să aibă cât mai multă putere militară pentru a-și legitima domnia și a nu mai fi dependent de familia imperială. Este de asemenea posibil ca Hideyoshi să fi organizat o invazie în China pentru a îndeplini visele fostului lord Oda Nobunaga dar și pentru a opri o potențială revoltă care putea izbucni din cauză că erau prea mulți samurai și soldați inactivi în Japonia unificată. Cu toate acestea, este posibil ca Hideyoshi să fi avut un obiectiv mai realist cum ar fi subjugarea statelor vecine mici (de exemplu, Ryukyus, Luzon, Taiwan și Coreea) precum și tratarea statelor mai mari sau mai îndepărtate ca parteneri comerciali. Pe tot parcursul campaniei din Coreea, Hideyoshi a căutat să facă comerț legal cu China. Nevoia acestuia de supremație militară ca justificare a domniei sale care nu era de Shogun putea fi interpretată ca un ordin pentru țările vecinii mai mici ai Japoniei să se supună. El a preferat un conflict extern pentru a evita o rebeliune în Japonia. Acest lucru i-a păstrat pe japonezi uniți împotriva inamicului extern și a oprit alți daimyō ambițioși să se revolte împotriva domniei lui Hideyoshi. Un război în afara țării a contribuit de asemenea la păstrarea infrastructurii și integrității teritoriale japoneze. Hideyoshi avea acest probleme pentru că nu era nici shogun și nici descendent al familiei imperiale.
Înfrângerea bazei clanului  Hōjō din Odawara în 1590 a dus în cele din urmă la o a doua unificare japoneză iar Hideyoshi a început pregătirile pentru un nou război. În luna martie 1591 daimyo-ul Kyushu cu oamenii săi au început construcția unui castel la Nagoya (în zilele noastre Karatsu; a nu se confunda cu orașul modern Nagoya din prefectura Aichi) pentru a fi folosit ca centru de mobilizare a forțelor de invazie. Hideyoshi planificase un război cu Coreea înainte să fi unificat complet Japonia și făcuse pregătiri în mai multe privințe. Încă din 1578 când Hideyoshi lupta sub comanda lui Oda Nobunaga împotriva lui  Mōri Terumoto pentru controlul asupra regiunii  Chūgoku din Japonia, l-a informat pe Terumoto despre planul lui Nobunaga de a cuceri China. În 1592 Hideyoshi a trimis o scrisoare în Filipine pentru a cere tribut și a declarat că Coreea (aceasta fiind desigur o neînțelegere) și Ryukyus au plătit deja tributul.
În ceea ce privește pregătirile militare, construirea a nu mai puțin de 2000 de nave a început încă din 1586. Pentru a estima puterea armatelor coreene, Hideyoshi a trimis 26 de nave de asalt pe coasta de sud a Coreei în 1587. Pe frontul diplomatic, el a început să stabilească relații de prietenie cu China cu mult înainte de a termina de unificat Japonia și a ajutat la protejarea rutelor comerciale împotriva Wako.

#### Relațiile diplomatice dintre Japonia și Coreea
În 1587, Hideyoshi a trimis ca și primul său emisar în Coreea pe Yutani Yasuhiro.. Acesta a venit în Coreea în timpul domniei regelui Seonjo pentru a restabili relațiile diplomatice dintre cele două țări, rupte în 1555 din cauza raidurilor piraților japonezi. Hideyoshi spera ca curtea coreeană să se alăture Japoniei într-un război împotriva Chinei. Yasuhiro cu trecutul său războinic și o atitudine disprețuitoare față de oficialii coreeni și obiceiurile lor nu a reușit să obțină de la aceștia promisiunea că vor trimite ambasadori în Japonia.
În mai 1589, al doilea convoi de emisari ai lui Hideyoshi format din  Sō Yoshitoshi (sau Yoshitomo), Yanagawa Shigenobu și călugărul budist Genso au primit promisiunea trimiterii unor ambasadori în Japonia în schimbul predării unui grup de rebeli coreeni care s-au refugiat în acolo.
În 1587, Hideyoshi ordonase tatălui adoptiv al lui Yoshitoshi și lui daimyo de Tsushima, Sō Yoshishige să ofere Joseon-ului un ultimatum pentru a trimite emisari în Japonia și a participa la cucerirea Chinei, țară care ar avea în perspectivă un război cu Japonia.Totuși, pentru că Tsushima se bucura de o poziție specială ca punct de control unic pentru toate navele spre Coreea iar familia care guverna avea dreptul de a tranzacționa 50 dintre propriile sale nave  și avea toate interesele să prevină un conflict cu Coreea a întârziat cu doi ani discuțiile. Chiar și atunci când Hideyoshi a trimis din nou porunca, Sō Yoshitoshi s-a rezumat în timpul vizitelor sale la curtea coreeană doar la întărirea relațiilor dintre cele două țări. La sfârșitul misiunii sale ambasadoriale, Yoshitoshi i-a prezentat regelui Sunjo puști cu fitil și o altă armă. Acestea au fost primele arme de foc avansate pregătite pentru a veni în Coreea. Yu Seong-ryong, un savant-oficial de rang înalt a sugerat să fie produse archebuze pentru uzul armatei dar cei de la curte nu au putut să îi aprecieze sfatul. Această lipsă de interes și subestimare a puterii archebuzelor a condus la multe dintre eșecurile armatei coreene în timpul războiului.
În aprilie 1590, ambasadorii coreeni (incluzând pe Hwang Yun-gil, Kim Saung-il și alți oficiali) au plecat la Kyoto unde au așteptat două luni ca Hideyoshi să termine campania împotriva Odawara și clanurilor  Hōjō. La întoarcerea sa, au făcut schimb de cadouri ceremoniale și au livrat scrisoarea regelui Seonjo lui Hideyoshi. Hideyoshi a presupus că emisarii din Coreea au venit să plătească un tribut omagial dar coreenii au refuzat să facă acest lucru. Din acest motiv, ambasadorilor nu li sa oferit tratamentul cuvenit reprezentanților diplomatici. În cele din urmă, ambasadorii coreeni i-au cerut lui Hideyoshi să scrie un răspuns pentru regele coreean, răspuns pentru care au fost nevoiți să aștepte 20 de zile în portul Sakai. Scrisoarea, reformulată la cererea ambasadorilor pe motiv că era prea nepoliticoasă invita Coreea să se alăture Japoniei într-un război împotriva Chinei. La întoarcerea ambasadorilor, la curtea coreeană au avut loc discuții aprinde cu privire la invitația japonezilor în timp ce Hwang Yun-gil raporta curții estimări contradictorii despre puterea militară și intențile japoneze. Cu toate acestea au ajuns la concluzia că un război era iminent. Kim Saung-il a susținut că scrisoarea lui Hideyoshi nu a fost nimic altceva decât o cacealma. Mai mult decât atât, curtea coreeană care considera că Japonia a fost de multe ori în criză din cauza diferitelor armate ale clanurilor care se luptau între ele a subestimat puterea și abilitatea multelor armate japoneze care la momentul respectiv erau unite. Unii, inclusiv regele Seonjo au susținut că trebuie să informeze Ming cu privire la relațiile cu Japonia și că dacă nu ar face acest lucru, Ming ar suspecta loialitatea Coreei. Totuși, curtea a hotărât în cele din urmă că trebuie să mai aștepte până ce se stabilește foarte clar modul de acționare.
În cele din urmă, negocierile lui Hideyoshi cu Coreea nu au ajuns la rezultatul dorit. Curtea din Joseon aborda Japonia ca o țară inferioară Coreei și se considera favorizată ca făcând parte din sistemul tributar chinezesc. Aceștia au evaluat eronat amenințările lui Hideyoshi de invazii a nu fi mai periculoase decât obișnuitele raiduri ale piraților japonezi wakō. Curtea coreeană le-a înmânat lui  Shigenobu și Genso (care făceau parte din al treilea convoi de emisari trimis de Hideyoshi) o scrisoare în care regele Seonjo îl mustra pe Hideyoshi pentru că a contestat sistemul afluent chinez. Hideyoshi a răspuns cu o altă scrisoare dar din moment ce nu a fost prezentată personal de către un diplomat așa cum se proceda de obicei, curtea coreeană a ignorat-o. După refuzul celei de-a doua cereri, Hideyoshi a hotărât să atace Coreea în 1592.

### Capacități militare

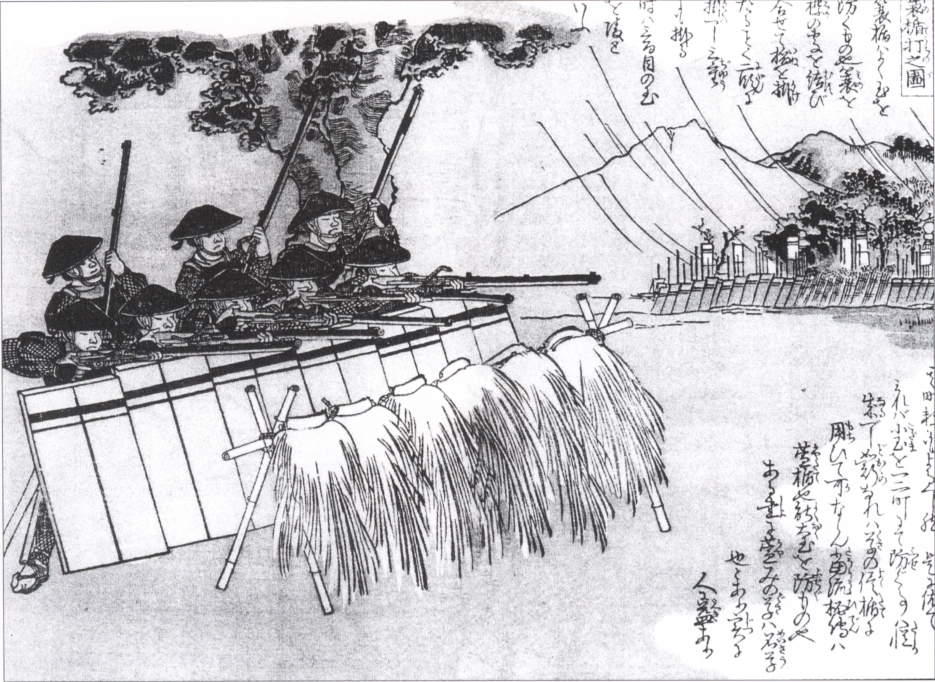
Infanteria japoneză folosea flinte

Cele două amenințări majore la securitatea Coreei și Chinei din acea vreme erau jurchenii care atacau frontierele de nord și pirații japonezi wakō care jefuiau navele comerciale și satele de pe coastă. Această poziție defensivă într-un mediu de pace relativă a împins coreenii să depindă de puterea fortărețelor și navelor lor de război. odată cu transmiterea tehnologiei armelor de foc și prafului de pușcă din China în timpul dinastiei Goryeo, coreenii au îmbunătățit forma originală a armelor chinezești de foc (Zhen Tian Lei) și a dezvoltat un tun avansat care a fost folosit foarte eficient pe mare. Chiar dacă China era sursa noilor tehnologi militare din Asia, Coreea era o bază de producție atât pentru tunuri cât și pentru navele din acea eră. Pe de altă parte, Japonia care a fost de peste un secol în stare de război civil s-a transformat într-o țară războinică. Atunci când comercianții din Portugalia au ajuns în Japonia introducând tehnologia archebuzelor și muschetelor, dictatorii militari japonezi s-au hotărât să se adapteze la aceste arme inovatoare, obținând astfel un mare avantaj în fața armatelor coreene. Tunurile coreene nu erau adaptate pentru a fi folosite pe teren iar armele de foc aveau un design mai puțin avansat așa că armele de foc mici ale soldaților japonezi s-au dovedit deosebit de eficiente în bătăliile de teren sau în asedii. Această diferență strategică în dezvoltarea și implementarea de armament au făcut ca japonezii să domine pe uscat iar coreenii pe mare.
Deoarece Japonia a fost în război de la mijlocul secolului al XV-lea, Toyotomi Hideyoshi dispunea de o armată de o jumătate de milion de soldați căliți în multe bătăi. Aceștia formau o armată remarcabilă în înteraga Asie și erau pregătiți să invadeze Coreea. În ceea ce privește situația militară din Joseon, oficialul-savant Yu Seong-Ryong a remarcat:,,Nu este nici unul din 100 (de generali coreeni) care să știe metodele de împușcare”. Creșterea în grade depinde mai mult de legăturile sociale decât de cunoștințele militare.” Soldații coreeni erau dezorganizați, prost instruiți, prost echipați și erau folosiți în special în poiectele de construcții cum ar fi construirea zidurilor de castele.

#### Probleme cu politicile de apărare ale Joseon-ului

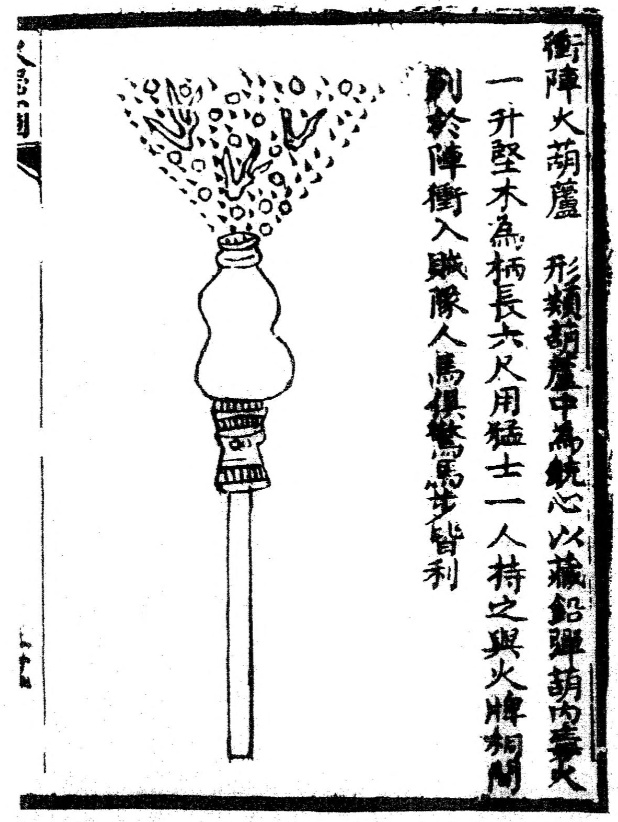
Ilustrație a unei lănci de foc chinezești ampuliformă încărcată cu praf de pușcă care exploda cu flăcări aruncând bile de plumb ca proiectile coviative. Arma a fost numită ,,falanga de foc-tărtăcuță”

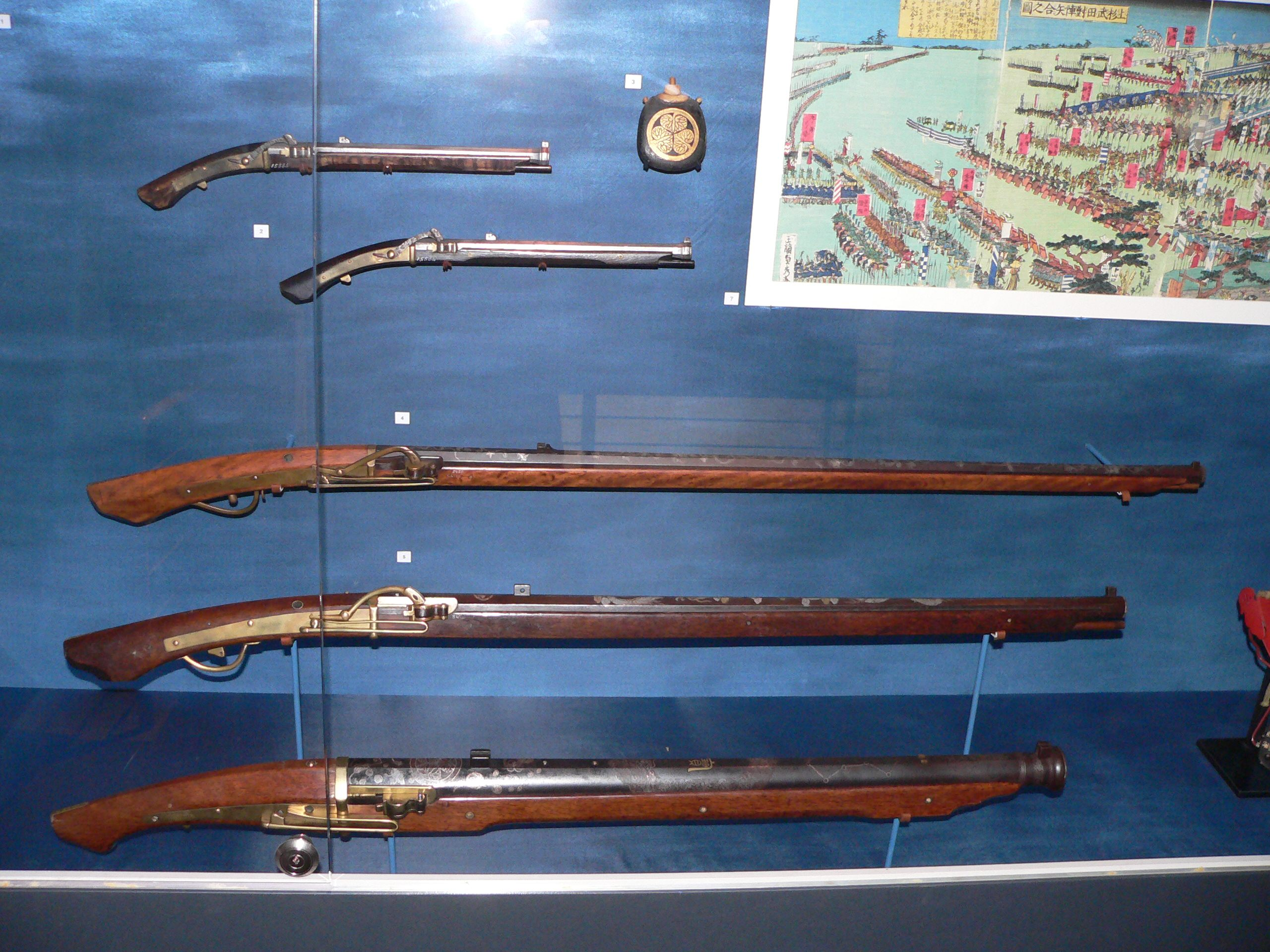
Archebuze japoneze din era Edo. Acest tip de arme de foc au fost folosite de către soldații japonezi în timpul invaziilor lui Hideyoshi

Existau mai multe probleme în organizarea sistemului coreean de apărare din perioada Joseon. De exemplu, ofițerii locali nu puteau răspunde individual unei invazii străine în afara jurisdicției lor până ce nu sosea un plan întocmit de către curtea regală și nu se mobiliza din nou armata. Acest aranjament era extrem de ineficient deoarece forțele din jur trebuiau să staționeze până la venirea comandantului mobil de frontieră și preluarea controlului de către acesta. În al doilea rând, deoarece comandantul numit era de multe ori dintr-o altă regiune și era foarte probabil ca el să nu fi fost familiarizat cu mediul natural, tehnologia disponibilă și forța de muncă din regiunea invadată. În cele din urmă, nu era menținută o armată principală iar oamenii recrutați în timpul războiului care erau slab pregătiți constituiau o parte importantă a armatei. Curtea coreeană a reușit să realizeze unele reforme dar au rămas încă multe probleme. Centrul de instruire militară înființat în 1589 în provincia Gyeongsang recruta militari care erau în mare parte fie prea tineri fie prea bătrâni deoarece oamenii capabili vizați de această politică aveau priorități mai importante cum ar fi agricultura și alte activități economice. Centrului de recrutare s-au alăturat unii aristocrați dornici de aventuri sau sclavii eliberați. Forma dominantă a cetățiilor coreene era ,,sanseong” sau ,,cetate de munte”. Aceste cetăți constau într-un zid de piatră care continua în jurul muntelui în formă de serpentină. Zidurile erau prost concepute, cu puține poziții pentru tunuri iar transfrontaliere de foc (observate de obicei la fortificațile din Europa) aveau în mare parte o înălțime redusă. Politica de război era ca toată lumea să se refugieze în aceste cetăți iar cei care nu reușau să facă acest lucru erau presupuși colaboratori ai inamicului. Această politică nu a avut un efect deosebit deoarece cetățile erau la îndemână pentru majoritatea refugiaților.

#### Puterea trupelor
Hideyoshi a mobilizat armata sa la castelul Nagoya din Kyūshū (azi Karatsu), castel nou construit doar cu scopul mobilizării trupelor de invazie și depozitării proviziilor. Pentru prima invazie au fost mobilizate nouă divizii, numărând 158,800 de oameni dintre care ultimele două de 21.500 au rămas staționate în Tsushima respectiv Iki ca și rezerve. Japonia a folosit un număr de 500.000 de soldați de-alungul întregului război.
Pe de altă parte, Joseon a menținut doar câteva unități militare și nici o armată de teren. Apărarea a depins în mare măsură de mobilizarea soldaților cetățeni în cazurile de urgență. În timpul primei invazii, Joseon a desfășurat un total de 84.500 de soldați permanenți asistați de  22.000 de voluntari ocazionali. Trupele Ming nu numărau mai mult de 60.000 în Coreea în nici un punct din război.

#### Armamentul

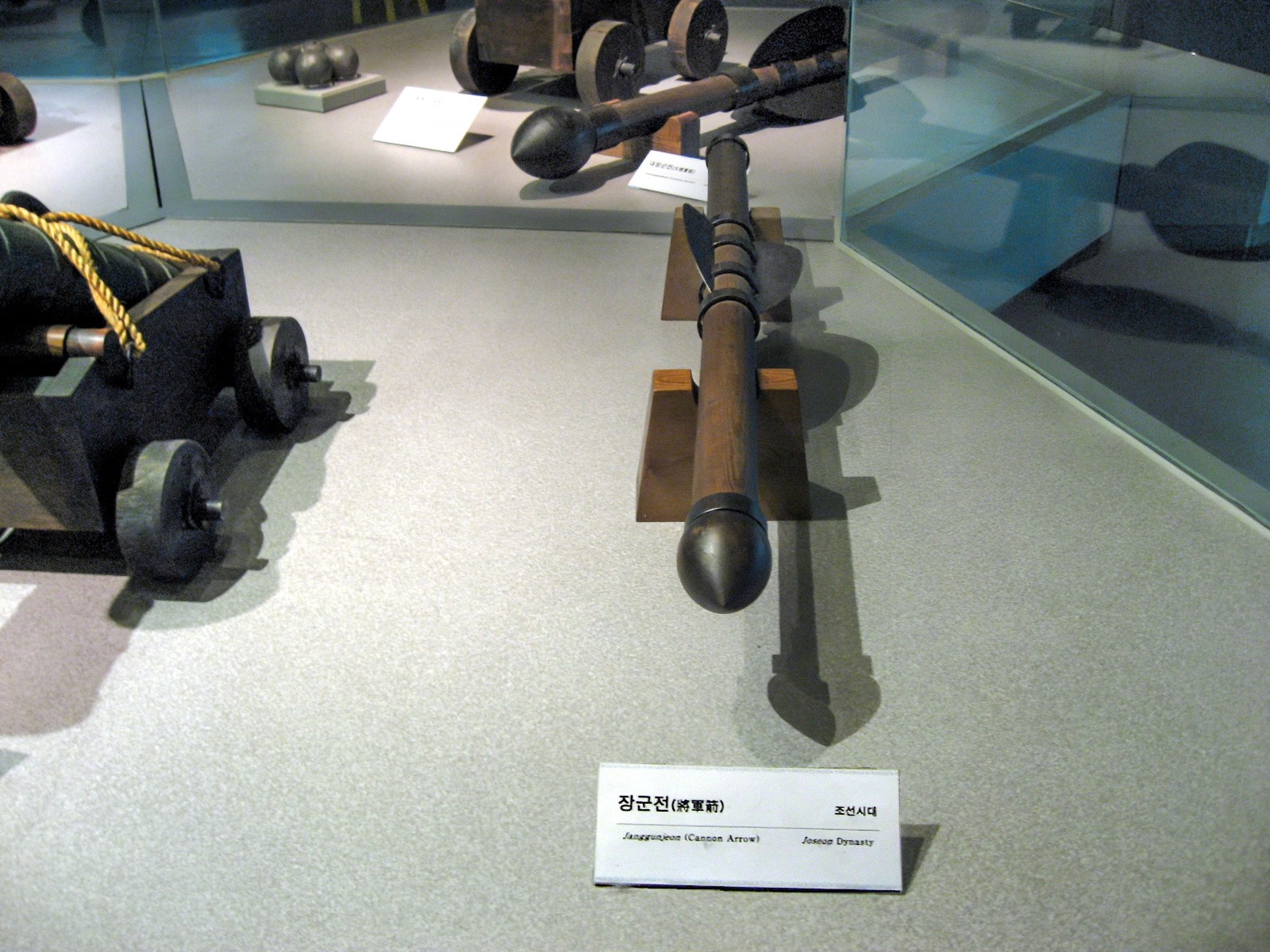
Rachetă mare de lemn cu vârf de fier trasă de către tunurile Joseon

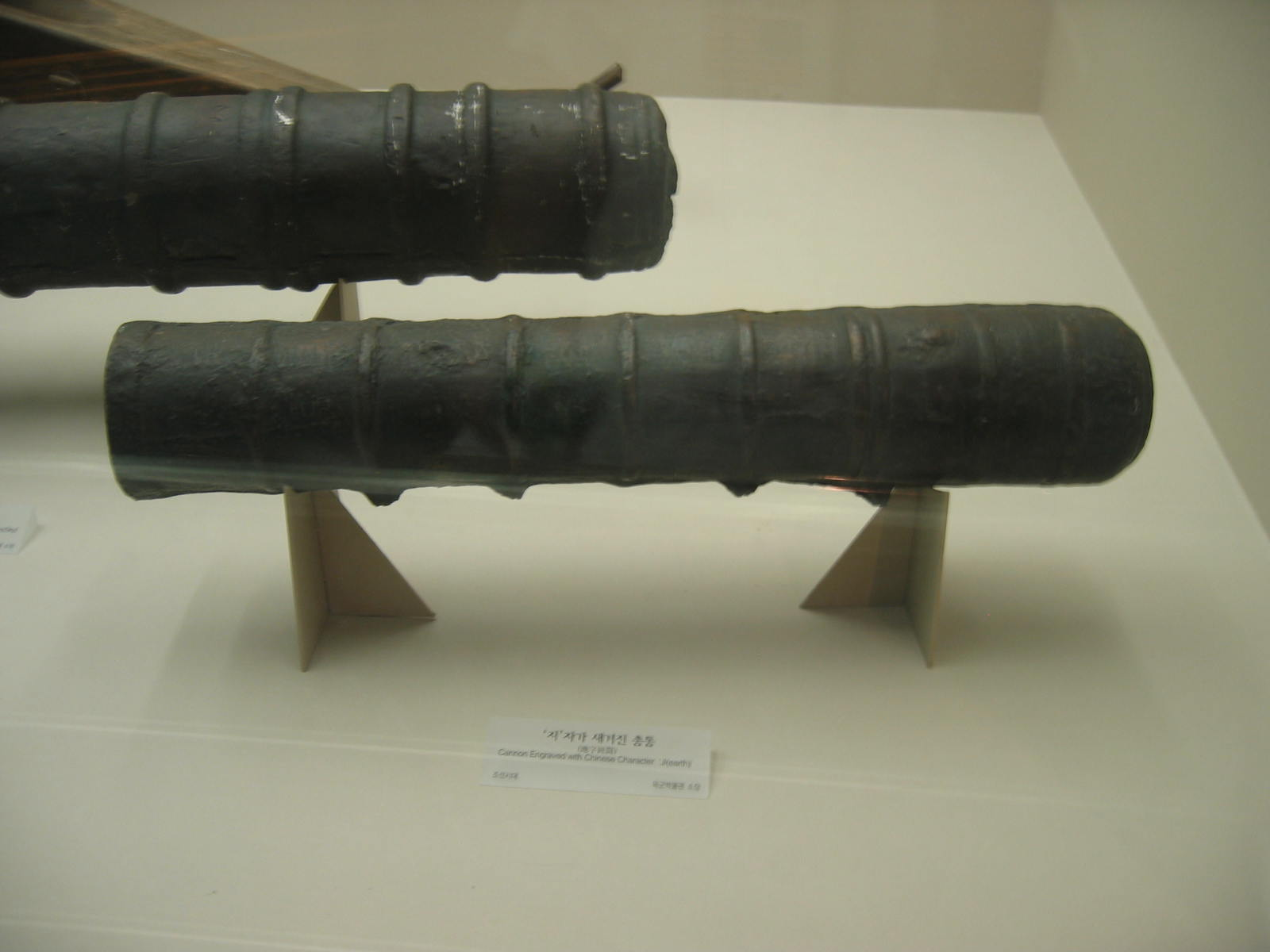
Tunurile Joseon cum ar fi acesta au fost utilizate pe scară largă de către marina Joseon

De la introducerea lor de către comercianții portughezi de pe insula Tanegashima în 1543 , archebuzele au devenit utilizate pe scară largă în Japonia. Atât în Coreea cât și în China au fost introduse arme de foc similare archebuzelor portugheze însă majoritatea erau de modele mai vechi. Armele de foc mici ale soldaților coreeni constau în pistoale cu mecanisme simple fie cu gunstock sau arbore de lemn atașat. Când diplomații japonezi au oferit curții coreene archebuze ca și cadouri, oficialul-savant coreean Yu Seong-Ryong a pledat pentru utilizarea noilor arme dar curtea nu ș-ia putut da seama de eficiența lor. În contrast, japonezii au desfășurat deseori archebuzele în combinație arcașii în război. Chinezii foloseau o varietate de arme printre care arcuri lungi , săbii, forme primitive ale minelor de teren și grenadelor de mână
Chinezii au folosit foarte mult săgețile propulsate ca și rachete în special în timpul asediului de la Pyongyang din ianuarie 1593. În timpul asediilor, chinezii au mai folosit mult scuturile din ratan și a desfășurat pasivele de fier (scuturi mari). Aceste tipuri de scuturi aveau reputația de a putea opri gloanțele de muschete.
Armatele japoneze au învins succesiv armatele coreene folosind combinații între muschete, sulițe și săbii. Deși muschetele japoneze erau superioare arcurilor folosite de coreeni din punct de vedere al penetrării, acestea nu aveau gamă largă, precizie și ratau uneori. Numeroase descrieri din Analele Dinastiei Joseon precum și din diverse jurnale ale oficialilor și comandanților coreeni arată că puștile nu garantau victoria dacă erau folosite singure. Prin folosirea atât a muschetelor cât și a ,,brațului rece” (săbii, lănci, sulițe, etc.) japonezii au reușit să obțină succese în faza inițială a războiului. Într-adevăr, sarcina grea pe care o aveau soldații japonezi care foloseau sulițe și săbii a fost uneori mai importantă pentru victorie decât cea a soldaților care luptau cu muschete. Acest lucru s-a datorat faptului că soldații coreeni erau slab pregătiți în lupta de aproape și nu aveau experiență și disciplină. Astfel, soldaților coreeni le-a fost imposibil să țină liniile în fața soldaților japonezi. Următoarele cuvinte ale oficialului coreean Shi-eon Lee către rege arată clar această slăbiciune:
Regele: ,,Ai spus că muschetele japoneze au precizie scăzută. Atunci de ce au armatele coreene atâtea probleme cu combaterea acestora?”
Shi-eon Lee: ,,Soldații coreeni tremură în fața inamicului și sunt gata să fugă pentru a se salva chiar înainte ca inamicul să atace. În ceea ce privește comandanții, ei rareori își părăsesc pozițiile deoarece se tem că pot fi executați pentru dezertare. Cu toate acestea, există o limită în a executa soldații care dezertează din cauză că există așa de mulți. Într-adevăr, japonezii nu sunt muschetari buni dar ei apar direct în fața coreenilor în timp ce ei pot trage doar două săgeți. Se spune că coreenii sunt arcași buni dar ei nimeresc rareori țintele când acestea se a află la depărtare iar când inamicul este aproape ei nu nimeresc deoarece sunt  prea speriați de săbiile japoneze. Trasul cu arcul devine uneori inutil deoarece coreenii abia trag temându-se de armele albe japoneze. Japonezii au reputația de a fi spadasini buni dar e posibil ca coreenii să elaboreze săbii pentru a- opri la sol. Cu toate acestea, coreenii fac acest lucru rar și doar fug pentru a-și salva viețile.”
În ceea ce privește artileria de teren, coreenii au utilizat-o rar, folosind în special tunurile pentru a apăra castelele sau la asedii. În conformitate cu ,,Jurnalul unei Miliții”  (향병 일기; Hyangbyeong-ilgi) care este stocat în baza de date a  Institutului Național de Istorie coreean, există puține cazuri de coreeni care au folosit artilerie pe câmp, obținând rezultate ineficiente. Aceeași sursă notează faptul că anumite unități neregulate coreene cu arme furnizate de guvern au folosit în teren deschis focuri explozive trase de mortiere, dar acest lucru a fose un caz izolat. Chinezii au părut mai activi în folosirea artileriei de teren decât coreenii. Una dintre cele mai notabile arme chinezești de teren a fost ,,Tunul Marelui General”. Acesta era un tun mare care trăgea o bilă de fier cu greutatea de 10 kg. Japonezii, pe de altă parte au folosit artilerie pe teren numai când era avantajos strategic atât în asedii cât și în războiul de câmpie folosind de multe ori piesele capturate care erau disponibile.
Coreenii au desfășurat de multe ori divizii de cavalerie dar acestea aveau dezavantaje semnificative. Terenul era de multe ori muntos care nu era adecvat pentru cavalerie. Ală dată era arat și cu multe șanțuri sau teren arid pe care nu creștea iarba necesară pentru hrana cailor. În plus, japonezii au folosit archebuze cu rază lungă și salve, concentrându-se pentru a opri orice strategie eficientă care folosea cavaleria. Armele principale ale cavaleriștilor coreeni au fost arcurile, săbiile și lăncile care dețineau doar poziții auxiliare. Cele mai multe acțiuni ale cavaleriei coreene au avut loc în bătălia de la Chungju de la începutul războiului. În această bătălie, cavaleria coreeană a fost depășită numeric și distrusă de infanteria japoneză. Și japonezii au folosit divizii de cavalerie pe câmpuri. Cu toate acestea, ei au descălecat în acțiune și au luptat ca infanteriști. Cavaleria japoneză specializată folosea arme de foc din goana calului deși majoritatea cavaleriștilor preferau sulița convențională yari. Utilizarea acestora a fost redusă din cauza creșterii dificultăților logistice și utilizării în creștere a armelor de foc de către coreeni și chinezi.

#### Puterea navală

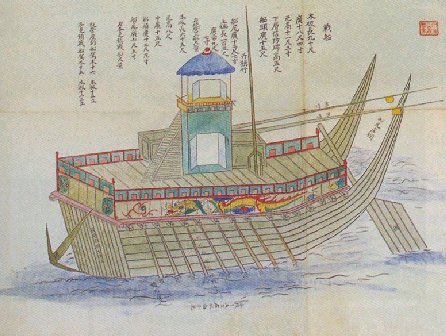
O pictură veche a unui Panokseon

Japonia era avantajată pe uscat iar Coreea și China pe mare. Tehnologia avansată de artilerie și experiența multor lupte navale împotriva piraților japonezi a permis marinei chinezești și coreene să dezvolte nave foarte avansate. Până în momentul invaziei japoneze, coreenii utilizau panokseon, o navă puternică de tip galeră înarmată cu un tun care a distrus multe nave japoneze. Marina coreeană va folosi această superioritate navală pentru a perturba rețeaua logistică japoneză de pe coasta de vest a peninsulei coreene. Totuși, acest avantaj nu a afectat capacitatea japonezilor de a aproviziona continuu armatele pe ruta Tsushima- Pusan deoarece bazele navale coreene din apropiere au fost anihilate de forțele terestre japoneze. Marina coreeană condusă de Amiralul Yi Sun-sin s-a retras și s-a regrupat la granița nordică a provinciei Jeolla. Deși nu a putut să oprească complet aprovizionarea, marina coreeană a continuat să hărțuiască și să provoace pierderi flotei japoneze de aprovizionare pe toată durata războiului. Practic toate navele japoneze de la începutul războiului nu aveau tunuri de artilerie iar navele coreene au bombardat și scos din areal navele japoneze din afara arealului în care acestea puteu folosi muschetele, catapultele sau săgețile. Când japonezii au încercat să echipeze cu tunuri navele lor, proiectul lor interzicea folosirea a mai mult de câteva tunuri din cauza constituției lor de nave ușoare. Tunurile de pe navele japoneze nu aveau puterea de foc și nici intervalul celor coreene. În scopul consolidării flotei lor, japonezii au încercat să folosească în invazie două galioane portugheze. Peste faptul că nu aveau armament naval eficient, majoritatea navelor japoneze erau nave comerciale modificate și erau mai potrivite pentru transportul de trupe și echipamente decât ca nave de altilerie. Cele mai multe nave japoneze erau de asemenea construite cu o chilă profundă și cu o singură velă care oferea viteză, mișcarea lor limitată la vânturi favorabile și manevrabilitatea le-au oferit dezavantaje considerabile în apele înguste de coastă ale Coreei. În schimb, navele coreene aveau vele multiple care confereau mai multă putere de vâslire și erau contruite cu o chilă plată care permitea întoarcerile bruște. Navele japoneze erau construite cu cuie de fier iar cele coreene cu cuie de lemn. În apă cuiele de fier au ruginit și au slăbit iar cuiele de lemn s-au dilatat, consolidând articulațiile.

## Prima invazie (1592–1593)

### Atacurile inițiale

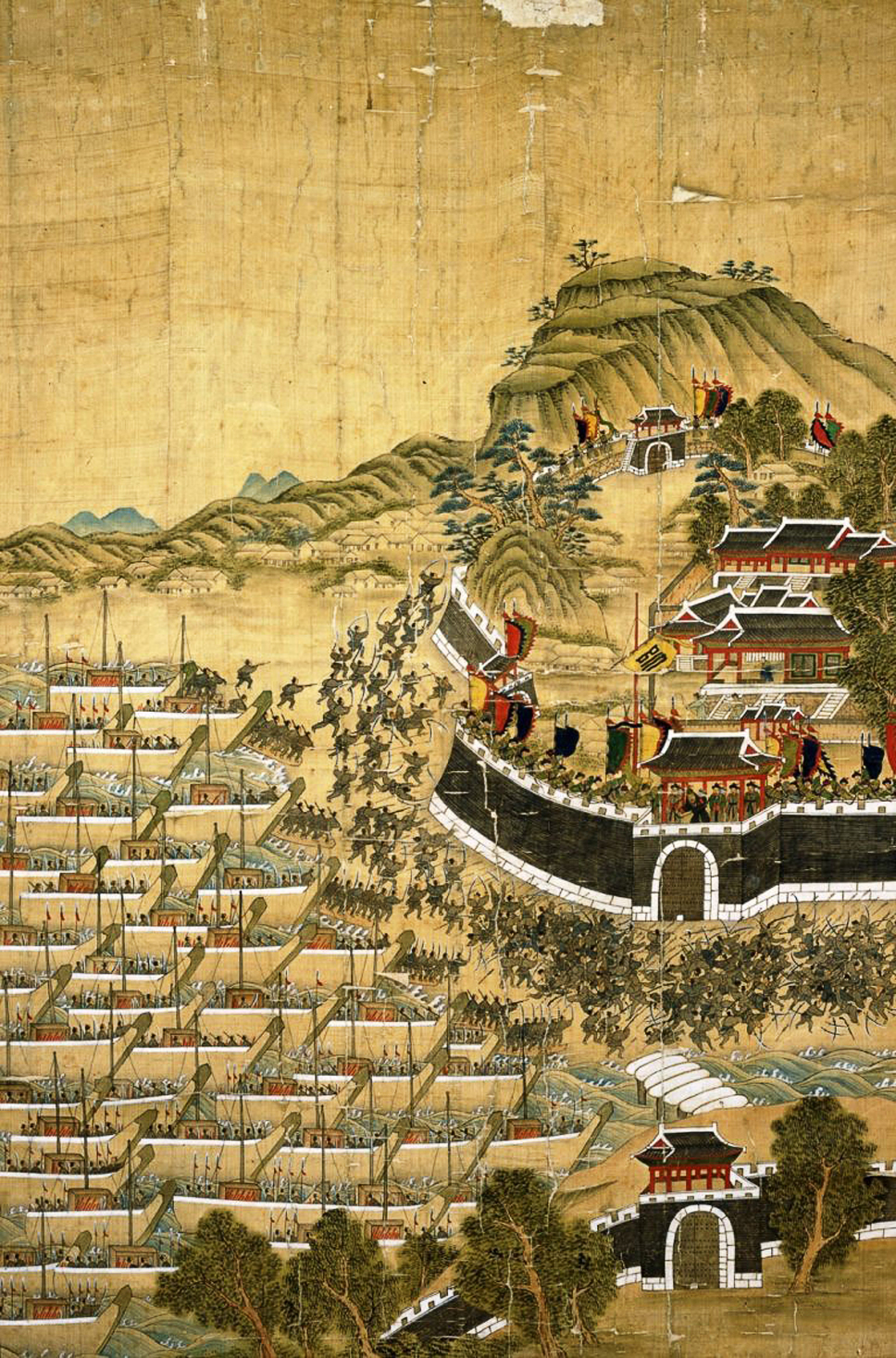
Asediul Busanului

#### Debarcarea armatei japoneze
La 23 mai 1592, prima divizie a armatei japoneze formată din 7000 de oameni și condusă de Konishi Yukinaga a părăsit Tsushima dimineața, ajungând seara în orașul-port coreean Busan. Navele coreene de observație au observat vasele japoneze dar Won Gyun, comandantul naval din Gyeongsang a crezut că e vorba de niște vase comerciale. Un raport ulterior care confirma sosirea a încă 100 de nave japoneze a ridicat suspiciunile dar generalul nu a făcut nimic în această privință. Yoshitoshi a debarcat singur și le-a cerut pentru ultima oară coreenilor să îi permită să meargă în siguranță în China dar aceștia l-au refuzat așa că soldaț
ii conduși de acesta au asediat orașul Busan iar soldații conduși de Konishi Yukinaga au atacat fortăreața Dadaejin din apropiere în dimineața următoare. Sursele japoneze susțin că luptele au dus la anihilarea completă a coreenilor. O sursă susține că au murit  8.500 de oameni iar alta că au murit 30.000 de oameni. Sursele coreene susțin în schimb că japonezii suferiseră pierderi semnificative încă dinainte să înceapă să jefuiască orașul. În dimineața zilei de 25 mai 1592, prima divizie a ajuns la Dongrae eupseong. Lupta a durat douăsprezece ore, 3000 de oameni au murit și s-a încheiat cu victoria japonezilor. (asediul de la Dongnae)

#### Ocuparea provinciei Gyeongsang
Divizia II a armatei japoneze condusă de Katō Kiyomasa a debarcat la Busan pe 27 mai iar divizia a III-a condusă de Kuroda Nagamasa a debarcat la vest de Nakdong pe 28 mai cucerind Kyeongju pe 30 mai. A treia divizie a ocupat ]mprejurimile castelului Kimhae ținând apărătorii sub tensiune cu armele de foc în timp ce construiau rampe pe ziduri. În trei iunie a treia divizie capturase deja Unsan, Changnyong, Hyonpung, and Songju. În tre timp, divizia lui Konishi Yukinaga a trecut de cetatea de pe muntele Yangsan (capturată în noaptea bătăliei de la Dongrae când apărătorii au fugit după ce cercetașii japonezi au tras cu archebuzele) și a cucerit castelul Miryang în după-amiaza zilei de 26 mai. Prima divizie a securizat cetatea Cheongdo pentru următoarele zile și a distrus orașul Daegu. Până în 3 iunie, prima divizie traversase râul Nakdong și s-a oprit la muntele Sonsan.

#### Asediul Busanului
- Parte din războiul Imjin
- Dată: 24-25 mai 1592 după calendarul gregorian; 24-25 aprilie după calendarul lunar
- Locație: Busanjin-gu, Busan
- Rezultat: victorie japoneză decisivă
- Beligranți : armata japoneză; garnizoana coreeană
- Comandanți și lideri: Konishi Yukinaga și So Yoshitoshi (partea japoneză); Jeong Bal†, Yi Jeong-hyeon și Pak Hong (partea coreeană)
- Puterea trupelor: Japonia: peste 15.000 de oameni; Coreea: 4000-8000 de apărători; potrivit Luis Frois doar 600 de soldați
- Victime și pierderi: Japonia: nu se știe; Coreea: 3000-8000 de apărători (aproape toți apărătorii)

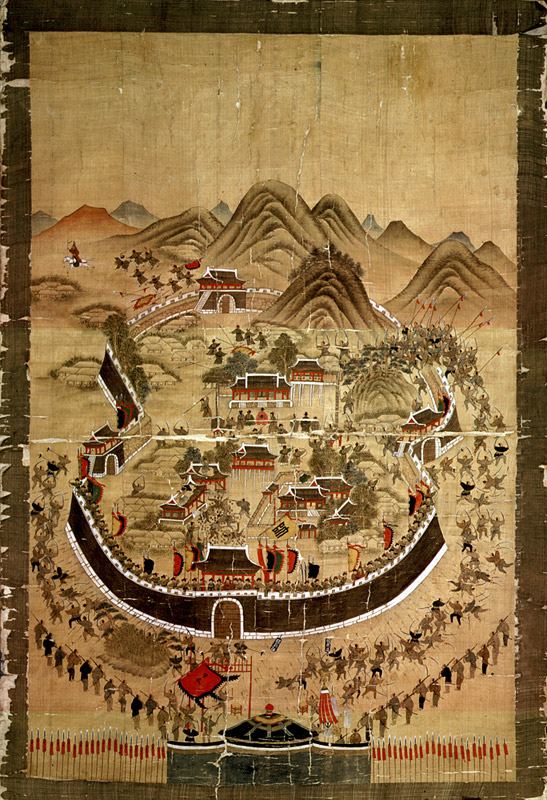
Armata japoneză jefuia în cele din urmă orașul Busan

Asediul de la Busan a fost o bătălie care a durat între 13 și 14 aprilie 1592, între forțele japoneze și coreene. Împreună cu bătălia de la Tadaejin, bătălia de la Busan a făcut parte dintre primele bătălii ale războiului Imjin. Această bătălie a marcat începutul unui război lung în peninsula coreeană. Pentru a stabili o bază și a obține controlul asupra țărmurilor Busanului,  So Yoshitoshi, lordul de Tsushima a făcut o strategie. Planul a constat în împărțirea forțelor și conducerea de atacuri simultane împotriva fortăreței și forturilor-port auxiliare ale Tadaejin și Seopyeongpo.
În dimineața zilei de 24 mai 1592 (Tenshō 20, luna a IV-a, a XIII-a zi, din calendarul lunar japonez), So Yoshitoshi a atacat principalele ziduri ale orașului Busan în timp ce  Konishi Yukinaga conducea atacul împotriva fortului-port al Tadaejin. Japonezii au copleșit apărarea escaladând zidurile fortăreței sub acoperirea focurilor de archebuze. Coreenii s-au retras la a doua linie de apărare după atacul surpriză al lui  So Yoshitoshi. Generalul Jeong Bal (Hangul: 정발, Hanja: 郑 拨) și-a regrupat arcașii și a contraatacat. Până acum, coreenii se retrăseseră până la a treia linie de apărare. După ore de luptă, coreenii au rămas fără săgeți. Japonezii au suferit pierderi dar s-au regrupat și au atacat din nou. Jeong Bal a fost împușcat și a murit. Moralul soldaților coreeni a scăzut iar fortăreața a fost cucerită în jurul orei nouă dimineața. Aproape toată forța de luptă a Busanului a fost ucisă. Japonezii au masacrat garnizoana rămasă dar și noncombatanții. Yoshitoshi a ordonat soldaților săi să jefuiască și să ardă lucrurile de valoare. Armata japoneză ocupase acum Busanul. Pentru următorii câțiva ani, Busanul va deveni un depozit de aprovizionare pentru japonezi. Japonezii au continuat să trimită trupe și alimente peste mare la Busan până când amiralul coreean Yi Sun-sin a atacat Busanul cu flota sa. Odată cu căderea Busanului, prima divizie a armatei japoneze și-a finalizat primul obiectiv. La câțiva kilometri în nordul Busanului era așezată fortăreața Dongnae a cărei garnizoane era o amenințare pentru baza japoneză de atac nou-înființată. So Yoshitoshi și-a condus trupele sale obosite pentru a ataca fortăreața Dongnae. Aceste serii de atacuri fulger au marcat începutul Războiului de șapte ani.

## Bătălia de la Dadaejin
- Parte din Războiul Imjin
- Dată: 13–14 aprilie 1592
- Locație: Dadaejin, Busan
- Rezultat: victorie japoneză
- Beligeranți: armata japoneză; garnizoana coreeană
- Comandanți și lideri: Konishi Yukinaga (partea japoneză); Yun Heung-sin† și Bak Hong (partea coreeană)
- Puterea trupelor: Japonia: cel puțin 7000 de soldați; Coreea: 800 de oameni
- Pierderi: Japonia: nu se știe; Coreea: majoritatea au fost uciși

Împreună cu asediul Busanului, bătălia de la Dadaejin a fost una dintre primele lupte ale invaziilor japoneze în Coreea (1592-1598). Bătălia de la Busan și bătălia de la Dadaejin au avut loc aproape simultan. Dadaejin este transcris și ca ,,Tadaejin”.
Japonezii au debarcat rapid la port și au avansat spre cetate. Bătălia a fost condusă de comandantul coreean Yun Heung-sin (Hangul: 윤흥신 Hanja :尹興信) împotriva comandantului japonez Konishi Yukinaga (primul comandant al diviziei I a armatei japoneze). Fratele lui Yun,  Yun Heung-je (Hangul: 윤흥제 Hanja :尹興梯) a luptat și el în bătălie. Yun a condus rapid trupele la ziduri pentru a apăra în timp ce japonezii debarcau.  Konishi Yukinaga a folosit aceeași tactică pe care a folosit-o  So Yoshitoshi în asediul Busanului, golind șanțurile sub acoperirea focului de archebuze. Archebuzele au prins garnizoana coreeană cu garda jos. Ca și la Busan, soldații coreeni au fost speriați de archebuze și nu au putut să le contracareze eficient. Coreenilor le-a fost imposibil să oprească golirea șanțurilor de apărare de către japonezi și astfel japonezii au avut acces direct la zidurile de apărare. Japonezii au folosit scări și turnuri de asediu sub acoperirea focului de archebuze pentru a se apăra de săgețile și pietrele trase de coreeni. Yun a așteptat ca prima linie de apărare să cadă, s-a prefăcut că se retrage apoi a montat un contraatac masiv, luând japonezii prin surprindere. După o luptă acerbă, zidurile principale au fost trecute iar orașul a fost ocupat. La fel ca și Busanul, orașul Dadaejin a fost jefuit și ars iar majoritatea populației civile a fost masacrată. Konishi și-a asigurat Dadaejin ca o fortăreață unde să debarce întăririle pentru armata japoneză. El și-a regrupat armata și a mărșeluit spre Seoul, obiectivul principal al armatei japoneze.  Konishi și So Yoshitoshi care a atacat Busan-ul au întâlnit o rezistență slabă la înaintarea lor (a se vedea bătălia de la Chungju și bătălia de la Sangju). Eșecul în apărarea trecătorii Choryang, un post strategic important a forțat coreenii să se retragă iar japonezii au ajuns la marginea orașului Seul în mai puțin de o lună.

#### Asediul de la Dongrae
- Parte din războiul Imjin
- Locație: Dongrae
- Rezultat: victorie decisivă japoneză
- Beligeranți: armata japoneză contra garnizoana coreeană
- Comandanți și lideri: Konishi Yukinaga (partea japoneză); Song Sang-hyeon†, Jo Yeong Gyu†, Yi Gak, Bak Hong, Yi Eon Seong, Hong Yun Gwan† (partea coreeană)
- Puterea trupelor: Japonia: 18000 de oameni; Coreea: 2500-3000 de oameni;
- Victime și pierderi: Japonia: 100 morți și 400 de răniți (sursă japoneză)[86]; Coreea: 3000 de morți și 500 de prizonieri

Asediul de la Dongrae a fost una dintre primele bătăli ale războiului Imjin (1592–1597). După căderea Busanului, armata japoneză a trebuit să asigure baza sa de atac. La câțiva kilometri în nordul Busanului se afla cetatea Dongrae. Aceasta era un castel puternic situat pe vârful unui deal și proteja principalul drum spre Hanseong. După ce s-au odihnit peste noapte la Busan, prima divizie a plecat la șase dimineața, a mărșăluit în jurul golfului fără întârziere și după încă două ore au început să atace cetatea  Dongrae. Prefectul său, Song Sang-Hyeon a adunat repede oamenii din oraș și toți militarii disponibili cum era Jo Yeong Gyu magistratul de Yangsan. De îndată ce japonezii au terminat încercuirea cetății, aranjându-se împrejurul ei în cinci linii, celelalte trupe înghesuite pe câmpurile din apropiere s-au pregătit să ia cu asalt cetatea. Curajosul prefect a luat poziție în partea de sus a porții mari conform obiceiului coreean și a bătut o tobă mare îndemnând soldații la luptă. La fel cum a făcut și la Busan,  Konishi Yukinaga a rostit cererea japonezilor: ,,Luptați dacă doriți sau lăsați-ne să trecem” (pe drumul către China). Prefectul i-a respins cererea cu curaj spunând: ,,Este ușor pentru mine să mor, dar dificil să te las să treci.”
Konishi Yukinaga a luat personal conducerea în atacul fortăreței în ziua a XV-a din luna a IV-a și a ordonat ca comandantul să fie capturat în viață. După busan, pentru a doua oară meterezele unui castel coreean au fost lovite de gloanțe. Chiar dacă oamenii lui Song Sang-Hyeon erau prost echipați și instruiți, ei au luptat opt ore înainte ca inamicii să intre în fortăreață peste trupurile lor neînsuflețite. Cei trei mii de apărători din interiorul fortăreței au luptat 12 ore până ce au fost uciși cu toții. Când Yi Gak și Bak Hong au auzit de căderea cetății ei și oamenii lor au luat-o la fugă. După căderea Dongrae mlți oameni au fost uciși într-un masacru similar celui de la Busan. Odată cu căderea Dongrae, baza japoneză de la Busan a fost asigurată și drumul spre nord a fost deschis. Busan și Dongrae au fost repede transformate în garnizoane ale japonezilor iar portul Busan a început să fie folosit pentru debarcarea în siguranță a 100 de mii de soldați cu arme, echipamente și provizii în luna următoare. Există o legendă care spune că generalul japonez a fost atât de impresionat de curajul prefectului încât i-a îngropat trupul decent și a ridicat un monument de lemn pe care a scris ,,Un supus loial”. Song Sang-Hyeon a devenit o legendă în Coreea și este onorat la altarul Chungnyolsa de la poalele dealului cetății Dongrae alături de Chong Pal și Yun Heung-sin. Acolo este un tablou dramatic în care el stă impasibil pe scaunul său abordând feroce pe japonezi.

#### Bătălia de la Sangju (1592)
- Parte din războiul Imjin
- Dată: 24 aprilie 1592
- Locație: Sangju, Gyeongsang de Nord, Corea
- Rezultat: victorie japoneză
- Beligeranți: forțele coreene și forțele japoneze
- Comandanți și lideri: Konishi Yukinaga (partea japoneză); Yi Il (partea coreeană)
- Puterea trupelor: Japonia: 18.700 de oameni; Coreea: în jur de 1000 de oameni
- Victime și pierderi: 100 sau 1000 de morți (partea japoneză); majoritatea uciși (partea coreeană)

A fost una dintre primele bătălii ale primei faze din invaziile japoneze în Coreea.(Războiul Imjin) Coreenii au încercat să oprească invazia japoneză și să prevină asediul fortului Ch'ungju. Cu toate acestea, tehnologia superioară a forțelor japoneze, în special archebuzele, s-a dovedit decisivă. La primirea veștii atacurilor japoneze, guvernul Joseon l-a numit pe generalul Yi Il comandant mobil de frontieră. Generalul Yi a condus trupele la Myongyong apropiinduse încetul cu încetul de pasul strategic Choryong. Deoarece el trebuia să strângă trupe, a fost nevoit să călătorească mai departe spre sud pentru a aduce trupele staționate în orașul Daegu Generalul Yi a mutat trupele înapoi la Sangju cu excepția supraviețuitorilor bătăliei de la Dongrae care au rămas în ariegardă la pasul Choryong. Similar cu cei mai mulți generali coreeni, Yi Il a avut rezultate slabe. Japonezii au obținut victoria și au înaintat spre Chungju. Ui Il a adunat 1000 de oameni din rândul țărănimii locale în Sangju. El nu a vrut să fie anihilat în interiorul Sangju așa că și-a aranjat oamenii pe un mic deal din apropiere. Atunci când un mesager a venit să îi avertizeze de pericolul japonezilor, Yi l-a decapitat pentru ca mesajul său să nu scadă moralul armatei. Yi a trimis apoi un cercetaș pentru a localiza armate japoneză. Din păcate, cercetașul a fost împușcat de către un trăgător de elită japonez și a murit. Când cercetașul nu s-a întors, Yi Il a presupus că japonezii erau în apropiere. În scurt timp au apărut soldații japonezi sub conducerea generalului Konishi Yukinaga. Konishi și ceilalți generalii ai săi au ordonat ashigaru (pedestrași) să tragă cu archebuzele în coreeni. Infanteria a fost lovită de focurile de archebuze. Când japoneziii au început să urce în sus pe deal, Yi a ordonat oamenilor săi să tragă dar săgețile lor au căzut la o distanță prea mică. Konishi Yukinaga și-a împărțit forțele și a început să îi înconjoare pe coreeni. Yi Il și-a întors calul și s-a retras cu armata rămasă. Armata Konishi a fost victorioasă omorând în jur de 300 dintre apărătorii coreeni. Konishi a condus în continuare oamenii spre Chungju pentru o altă victorie.

#### Bătălia de la Chungju
- Parte din Războiul Imjin
- Dată: 28 aprilie 1592
- Rezultat: victorie japoneză decisivă
- Beligeranți: armata coreeană și armata japoneză
- Comandanți și lideri: Konishi Yukinaga, So Yoshitoshi, Matsuura Shigenobu, Arima Harunobu, Omura Yoshiaki (partea japoneză); Shin Rip†, Byeon Gi†, Kim Yeo-mul†, Yi Il, Yi Jong-jang† (partea coreeană)
- Puterea trupelor: Japonia: prima divizie (aproximativ 18,700 oameni); Coreea: 100,000[88]
- Victime și pierderi: Japonia: nu se cunoaște; Coreea:Analele Dinastiei Joseon (coreeană): 100,000[88] și încă 3,000[89]

Bătălia de la Chungju sau Bătălia de Tangeumdae a fost ultima bătălie din campania Chungju și a fost o luptă între coreeni și japonezi în timpul invaziei japoneze în Coreea din 1592. Chungju este situat chiar la sud de râul Han și de Seoul, capitala Coreei. Eșecul în apărarea de la Chungju a dus la capturarea capitalei câteva săptămâni mai târziu.
Această povestire este un fragment din Analele Dinastiei Joseon. Generalul Yi Il a planificat să folosească trecătoarea Choryong, singura cale prin extremitatea vestică a lanțului muntos Sobaek pentru a controla înaintarea japonezilor. După ce Busanul a fost pierdut, curtea de la Hanseong și-a pus speranțele într-un general important, Shin Rip care devenise recunoscut pentru victoriile sale din nord împotriva jurchenilor. Regele coreean i-a dat lui  Shin Rip o sabie și puterea de comandă astfel încât să poată recruta Gărzile Regale și alți arcași experți. Deși Shin Rip a fost un general notabil, el nu a putut apăra pasul din munții Mungyeong saejae și s-a retras la castelul Chungju de unde credea că îi poate opri pe japonezi. Când Shin Rip a aflat de venirea japonezilor a decis să îi întâlnească pe câmpiile plate de lângă Chungju. Deoarece marea parte a armatei sale era compusă din cavalerie, el a ales o luptă de câmp pentru a putea profita de forțele pe care le avea sub comandă. Ship Rip și-a aliniat cavaleria după strategia clasică chineză cunoscută sub numele de Bae-soo-jin (배수진, 背 水 阵 în coreeană). Deși lupta pe o câmpie plană părea o strategie rezonabilă, vegetația ce crescuse acolo a împiedicat mișcările montate de trupe. Armamentul limitat al cavaleriei coreene care era de obicei arcul coreean compus a împiedicat cavaleria coreeană să lupte eficient iar armate japoneză avea un număr considerabil de soldați care foloseau sulițe lungi. Astfel, cavaleria coreeană a avut mari dificultăți în lupta cu japonezii. La 27 aprilie un cercetași i-a văzut pe japonezi dar a fost ucis de Shin rip care nu credea că inamicul este aproape. În același timp, generalul japonez Konishi Yukinaga care stătea în Sangju a descoperit strategia coreenilor și a elaborat planuri pentru a ataca în secret.  La 28 aprilie, Yukinaga a atacat Chungju pe neașteptate în timp ce forțele japoneze de-alungul râului și în munți au prins în ambuscadă forțele coreene. Un fos s-a aprins în orașul Chungju ucigând mulți oameni iar castelul a fost pierdut de coreeni. Coreenii au fost învinși iar Shin Rip a fugit. El s-a sinucis mai târziu. Japonezii au ucis 3000 de coreeni și au cucerit Chungju cu pierderi minime. Luis Frois care nu a fost prezent la bătălie a descris-o în evidențele sale altfel decât în sursele contemporane. În scrierile sale, Konishi Yukinaga învins 80.000 de soldați coreeni de cavalerie și un cavaler înarmat cu o secure dar veridicitatea acestei informații sete incertă. Un mesager a dus repede vestea regelui Seonjo. Pierderea bătăliei de la Ghungju l-a lăsat fără nici o speranță și a plecat cu întreaga sa familie la Pyeongyang sperând ca garnizoana rămasă să poată întârzia capturarea capitalei Hanseong (Seul).

### Capturarea Seoul-ului
Divizia condusă de  Katō Kiyomasa a ajuns la Chungju, unde divizia a treia tăbărâse cu puțin timp în urmă. Acolo, Katō s-a înfuriat pe  Konishi pentru că nu l-a așteptat la busan așa cum s-au înțeles și a încercat să ia toată gloria doar pentru sine. Nabeshima Naoshige a propus un compromis împărțind trupele japoneze în două grupuri diferite. Cele două grupe mergeau pe două căi diferite către Hanseong (capitala Joseon-ului; azi orașul Seoul) iar lui Katō Kiyomasa i-a fost permis să aleagă drumul pe care îl va urma divizia a II-a pentru a ajunge la Seoul. Cele două divizii au început întrecerea pentru cucerirea Hanseong pe data de 8 iunie.  Katō a ales calea cea mai scurtă peste râul Han în timp ce Konishi a mers înainte în amonte unde apele reprezentau o barieră mai mică.  Konishi a ajuns la Hanseong primul în data de 10 iunie în timp ce a doua divizie s-a oprit la râu din cauză că nu era nici o barcă cu care să traverseve. Prima divizie a găsit cetatea fără apărare dar cu porțile blocate. Regele Seonjo fugise cu o zi înainte. Japonezii au spart o gaură mică în zid și au deschis porțile din interior. Divizia a doua a lui Katō a ajuns a doua zi luând-o pe aceași rută ca și prima divizie. Divizile a III-a și a IV-a au ajuns în următoarea zi. Între rimp, divizile a V-a, a VI-a, aVII-a și a VIII-a au debarcat la Busan. Divizia a IX-a a rămas în rezervă pe insula  Iki. Părți din HAnseong incluzând birourile unde erau păstrate înreistrările sclavilor dar și armele fuseseră deja jefuite și incendiate. Mulți locuitori abandonaseră orașul. Generalul Kim Myong-Won care era responsabil cu apărarea râului Han s-a retras. Oamenii regelui au furat animalele din grajdurile și fermele regele fugind înaintea regelui. În fiecare sat pe unde trecea, regele era întâmpinat de locuitori aliniați pe străzi care erau îndurerați că regele îi abandonează. Aceștia își neglijau datoria și nu îi mai aduceau omagii regelui. Bărcile și alte lucruri asemănătoare de pe malul sudic al râului Imjin au fost arse pentru a nu permite japonezilor să le folosească și să trecă râul. Generalul Kim Myong-Won a desfășurat 12.000 în cinci puncte de-alungul râului.

## Campanile japoneze în nord

### Trecerea râului Imjin

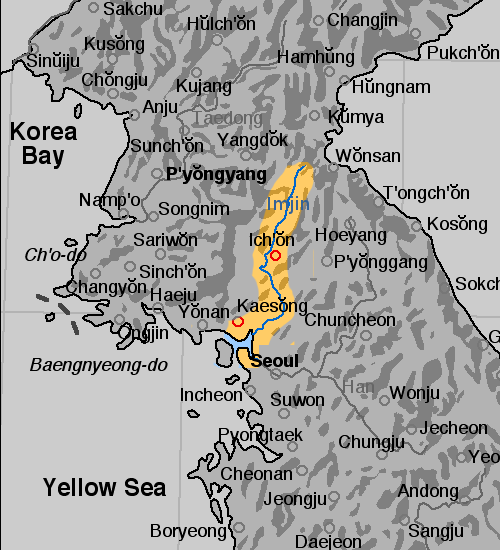
Râul Imjin

În timp ce prima divizie se odihnea în Hanseong, divizia a II-a a pornit spre nord fiind întârziată cu două săptămâni doar de râul Imjin. Japonezii l-au trimis coreenilor de pe malul celălalt al râului mesajul obișnuit prin care cereau eliberarea drumului spre China dar coreenii i-au refuzat. După aceea, comandanții japonezi au retras forțele principale pentru a securiza cetatea Paju. Coreenii au văzut aceasta ca pe o retregere și au lansat în zori un atac împotriva forțelor japoneze rămase pe malul sudic al râului Imjin. Armata principală japoneză s-a răzbunat împotriva trupelor coreene izolate și le-au luat bărciele. Generalul  coreean Kim Myong s-a retras cu soldații săi la cetatea Kaesong.

### Bătălia de la râul Imjin (1592)
- Parte din războiul Imjin

- Dată: 17-18 mai 1592 (calendar lunar)
- Locație: râul Imjin
- Rezultat: victorie japoneză
- Beligeranți: Coreea (sub dinastia Joseon); Japonia (sub Toyotomi Hideyoshi)
- Comandanți și lideri: Kim Myeong-won, Yi Il, Yi Yang-won, Yu Geuk-ryang †, Sin Hal † (partea coreeană); Katō Kiyomasa, Konishi Yukinaga, Kuroda Nagamasa, Mori Terumoto, Ukita Hideie, Kuki Yoshitaka (partea japoneză)
- Puterea trupelor: 13.000 de soldați (Coreea); 20.000 de soldați (Japonia)
- Pierderi și victime: Japonia: nu se știe; Coreea: nu se știe

Bătălia de la râul Imjin (japoneză: 臨津江の戦い) a fost o bătălie din timpul invaziilor japoneze în Coreea (1592-1598). Aceasta s-a încheiat cu victoria japonezilor.
În toamna anului 1592, regele Seonjo a părăsit Hanseong cu puțin timp înainte de sosirea avangardei japoneze condusă de Katō Kiyomasa. În aceste momente, situațiile în care publicul coreean a abandonase regele și miniștrii și a colabora cu armata japoneză erau din ce în ce mai frecvente. Mai mult decât atât, atunci când întăririle Ming s-au retras, cei care au suferit au fost tot civilii coreeni. Când armata japoneză intra în capitală, palatul Gyeongbokgung era deja scrum iar sclavii coreeni salutau japonezii ca pe niște eliberatori. Sclavii au dat foc la toate birourile unde erau ținute evidențe legate de sclavie. În urma jefuirii orașului, Katō a costruit pe muntele Namsan un impunător castel japonez cu vedere asupra Seoul-ului acolo unde este astăzi site-ul bibliotecii orașului. Seonjo și curtea sa s-au retras la nord de Phenian și avea să se retragă în China dacă japonezii înaintau așa de departe în nord. În timp ce mergea pe jos, regele era hărțuit de țăraii care se simțeau abandonați. A ajuns la Imjin, s-a interesat până unde au ajuns urmăritorii japonezi și a trecut râul pe timp de noapte. Pe întuneric a decis să ardă pavilionul de lângă râu. Arderea pavilionului a produs lumină astfel încât regele și oamenii săi au văzut cum să treacă râul pentru a ajunge la Gaeseong. Puțini știau că pavilionul care ardea era casa în care a locuit la bătrânețe savantul Yi I. Cu doar 10 ani înainte, acesta a sugerase că pentru siguranța națională armata ar trebui mărită cu 100.000 de oameni. Yi era mort la această dată dar casa lui de bătrânețe era prevăzută pentru retragerea regelui în siguranță peste râul Imjin.
Când regele a ajuns la Kaeseong și mergea în continuare spre Pyeongyang cavaleria de nord din provincia Hamgyeong a sosit în sfârșit. Fiind veterani căliți în multe lupte împotriva jurchenilor din Manciuria, cavaleria s-a mutat rapid la râul Imjin pentru a fi pregătită în caz că forțele lui Katō Kiyomasa ar fi ocupat malul sudic în urmărirea regelui. Acolo, forțele au ajuns față în față și au fost blocate reciproc. În conformitate cu principala înregistrare coreeană, între generalii coreeni au avut loc dezbateri aprinse cu privire la decizia ce ar trebui luată. Mulți generali au afirmat:,,Noi suntem numeroși dar  o mare parte din oamenii noștri sunt slabi și lipsiți de experiență. Ne bazăm pe cavaleria de nord dar aceasta abia a ajuns după un marș lung și obositor și ar trebui să se odihnească câteva zile înainte de a fi mobilizată pentru a înainta.”  Acești generali au fost contraziși de generalul principal care a decis să atace inamicul.
Cunoscând dependența coreenilor de cavaleria nordică și dându-și seama că acești trebuie să lupte împotriva soldațiilor japonezi cu archebuze a elaborat un plan pentru a-i atrage pe coreeni într-o capcană. Trimițând puțini soldați de infanterie ușoară ashigaru peste râu, Katō i-a făcut pe coreeni să câștige o încredere nerealistă în forțele, aceștia reușind să pună la pământ toți lăncierii ashigaru dintr-un singur atac al cavaleriei. Observând o lipsă de concordanță a sarcinilor și simțind o dezbinare la comandă, Katō a ordonat o retragere generală generală simulată din direcția Munsan-ului pe malul sudic al râului Imjin. Văzând că japonezii se retrag, unul dintre cei doi comandanți ai cavaleriei coreene a decis să traverseze râul în urmărirea lor. În sezonul uscat adâncimea râului Imjin scade foarte mult așa încât cavaleria a reușit că treacă râul fără să folosească barje. Urmărind japonezii care se retrăgeau cavaleriștii coreeni au pierdut ordinea. Urmărirea a devenind dezorganizată pe calea spre Munsan. Lupta s-a transformat într-un alt episod asemănător cu bătălia de la Chungju. Când marea parte a cavaleriei coreene a intrat în mica vale care duce de la vadul râului Imjin la muntele Munsan, soldații lui Katō au început să tragă cu archebuzele. Acest lucru a avut un efect devastator asupra moralului cavaleriștilor coreeni. Ca și aproape toți soldații coreeni, cavaleria nordică nu avea experiență în privința armelor de foc. Caii au intrat în panică trântindu-i pe mulți dintre soldați jos. Când coreenii se aflau în confuzie, samuraii infanteriști ascunși au atacat. Cavaleria coreeană a suferit multe pierderi. Cei care au încercat să se retragă trecând râul înapoi spre nord s-au înecat în părțile mai adânci ale râului. Generalii Yu Geuk-ryang și  Sin Hal au fost uciși.
Înfrângerea cavaleriei coreene la Imjin a dus eliberat calea japonezilor spre Pyeongyang. Nu mai exista nici o unitate coreeană eficientă sau vreun castel apărat de la Imjin până la granița chineză. Auzind de prăbușirea liniei de la Imjin, regele Seonjo a abandonat  Gaeseong și Pyeongyang, retrăgându-se în nord la Uiju unde a întâmpinat în cele din urmă primul contingent venit din Ming. Trupele Ming s-au alăturat la rămășițele armatei coreene și au recucerit Pyeongyang anul următor. Japonezii s-au l=retras de la Imjin la Seoul. teritoriul coreean de la nord de Imjin nu a mai fost ocupat de japonezi până la Primul Război Sino-japonez (1894-1895).
Pe mal exisă astăzi o structură mică care seamănă cu un perete de castel. Malul de nord este în afara limitelor pentru civili. În vadul acela este ,,Restaurantul Vaporului Vechi”. Casa de bătrânețe a lui Yi este acum restaurată și continuă în partea estică a restaurantului, lângă autostradă. Malul nordic este puțin adânc și nisipos cu o plajă mare. Malul de sud este în cea mai mare parte stâncos.

### Capturarea Pyeongyang-ului
Prima divizie condusă de Konishi Yukinaga a continuat înaintarea spre nord jefuind localitățiile Pyongsan, Sohung, Pungsan, Hwangju, și Chunghwa pe drum. La Chunghwa, divizia a treia condusă de Kuroda Nagamasa s-a alăturat primei divizii și a continuat înaintarea spre orașul Pyeongyang situat în spatele râului Taedong. 10.000 de coreeni păzeau orașul împotriva 30.000 de japonezi. Coreenii erau conduși de numeroși generali printre care și Yi Il și Kim Myong-won care s-au pregătit asigurându-se că nu există bărci pe care japonezii să le folosească. Cu toate acestea, ei au alertat restul armatei japoneze care a atacat din spate posturile coreene distrugând întăririle rămase și trecând râul. A doua zi, folosind ceea ce au învățat observând cum se retrag coreenii, japonezii au început să trimită trupe pe celălalt mal prin locurile unde apa era de  adâncime mică. Japonezii au trimis trupe în mod sistematic iar coreenii au abandonat orașul peste noapte. La data de 20 iulie 1592 prima și a doua divizie japoneză a intrat în Pyeongyang-ul pustiu. În oraș au reușit să adune 100.000 de tone de echipamente militare și cereale.

### Campaniile din provincia Gangwon
A patra divizie sub comanda lui Mori Yoshinari s-a stabilit la est de Hanseong în iulie și a capturat o serie de cetăți de pe coasta de est de la Anbyon la Samcheok. Divizia s-a întors spre interiorul peninsule pentru a cuceri  Jeongseon, Yeongwol, și Pyeongchang apoi s-a stabilit în capitala provinciei din Wonju. Acolo, Mōri Yoshinari a stabilit o administrație civilă reglementând clasele sociale după modelul japonez și a efectuat studii ale terenului. Shimazu Yoshihiro, unul dintre generalii diviziei a patraa ajuns mai târziu din cauza rebeliunii Umekita. Acesta a finalizat campania securizând Chunchon-ul.
Ukita Hideie a fost numit comandant suprem al armatei japoneze din Coreea, alocat pentru a patra divizie a lui Mori Yoshinari cu scopul de a o face ariergarda lui Kato Kiyomasa pacificând provincia Gangwon.  
- Bătălii:  
  - Bătălia de la Yeogang  (Hangul : 여강) din 22 mai 1592* (Won Ho versus Mori Yoshinari)
  - Căderea castelului Hoeyang (Hangul : 회양성 Hanja : 淮陽) din 5 iunie 1592* - Mori Yoshinari versus Kim Yeon-gwang (Hangul : 김연광 Hanja : 金鍊光; armata coreeană regulată : 조선육군)
- Comandanți japonezi și castelele pe care le aveau în subordine (toate fiind castele coreene cucerite): 
  - Ito Suketaka - Cheorwon
  - Akizuki Tanenaga - Wonju
  - Shimazu Tadatsune - Chuncheon
  - Shimazu Yoshihiro - Yongpyon și Kumhwa

Provincia Gangwon a fost foarte liniștită după ocuparea sa de către divizia a IV-a a armatei japoneze condusă de  Mori Yoshinari dar după câteva luni au început activitățile de gherilă.
- Revolte coreene în provincia Gangwon:
  - Bătălia de la portul Gumi ( Hangul : 구미포) din  10 iunie 1592* - Won Gyun contra Mori Yoshinari
  - Bătălia de la  Cheollyeong  ( Hangul : 철령) din 12 iunie 1592* - Yi Hon (Hangul : 이혼 Hanja :李渾) contra Ito Suketaka
  - Bătălia de la Majin de la sfârșitul lunii iunie 1592* - Son In-gap (Hangul : 손인갑 Hanja :孫仁甲) contra Mori Yoshinari; Son In-gap a fost ucis
  - Bătălia de la Kumhwa din 16 iunie 1592* - Won Ho (Hangul : 원호 Hanja : 元豪) (Armata regulată coreeană : 조선육군) contra Shimazu Yoshihiro (Kanji : 島津忠豊); Won Ho a fost ucis
  - Bătălia de la Bonghwa (Hangul : 봉화)  din 22 august 1592* - Yu Jong-gae (Hangul : 유종개 Hanja :柳宗介) contra Mori Yoshinari; Joseon înfrângere
  - Asediul castelului Youngwon  (Hangul : 영원산성 Hanja :領原山城) din 25 august 1592* - Kim Jae-gap (Hangul : 김제갑 Hanja : 金悌甲) (Korean Regular Army : 조선육군) contra Ito Suketaka; castelul a căzut și Kim Jae-gap a fost ucis

* după calendarul lunar chinezesc

### Campania din provincia Hamgyeong

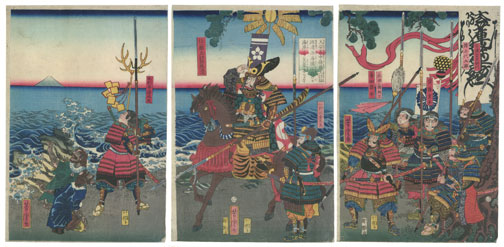
Katō Kiyomasa în Coreea

Campania Hamgyeong, cunoscută de asemenea sub numele de Campania nordică a lui Kato Kiyomasa este invazia condusă de Kato Kiyomasa în partea de nord-est a Coreei. Aceasta a avut loc în special în fosta provincie Hamgyeong dar a cuprins și lupta cu jurchenii din partea de sud-est a Manciuriei, în actuala provincie Jilin. Campania a fost în mare parte un succes pentru japonezi dar după campanie, armate japoneză a fost nevoită să se retragă din cauza problemelor de aprovizionare cauzate de atacurile logistice ale amiralului coreean Yi Sun-sin, revoltelor forțelor coreene neregulate și intervenția Ming.
După zdrobirea micilor armate coreene, rezistența cea mai acerbă pe care a întâmpinat-o Kato a fost la Haejungchang. Kato a întâlnit contingentele nordice care erau cunoscute ca elita armatei coreene. Cavaleria coreeană a luptat pe teren cauzând multe pierderi armatei japoneze. Katō s-a întors la Haejungchang unde era depozitat orezul, a format bariere din saci de orez și a ținut coreenii la distanță folosind focul de archebuze. Căpătând încredere după prima victorie, comandantul coreean a ordonat cavaleriei să se pregătească să hărțuiască inamicii baricadați. Katō a răspuns din spatele ,,zidului de orez” cu foc de archebuze și i-a forțat pe coreeni să se retragă pe un deal din apropiere. După lăsarea nopții, a condus trupele în liniște spre baza dealului. Armata condusă de Katō a atacat din trei părți distrugând cavaleria coreeană. A mărșeluit apoi spre nord lăsând coasta iar după bătălia de la Songjin a capturat doi prinți coreeni: prințul Imhae și prințul Sunhwa. Prinții au fost trimiși înapoi spre sud escortați de 1000 de japonezi pentru a fi folosiți în cazul unei eventuale negocieri. După trecerea râului Tumen, Katō a ajuns în sud-estul Manciuria, o zonă aflată în afara jurisdicției autorităților chineze. Această zonă era sub controlul jurchenilor iar  Katō a cucerit o cetate a acestora folosind focul de archebuze. În următoarea zi, 10.000 de jurcheni au atacat armata japoneză. Japonezii au fost practic încercuiți de cavaleria jurchenă. După ce au reușit să se retragă, soldații lui Katō s-au retras repede peste râul Tumen. Aceasta a fost prima și ultima dată când  Katō și japonezii au pășit în afara Coreei în acest război.
Japonezii au fost victorioși în primele lupte. Totuși  generalii coreeni Jeong Mun-Bu, Yi Bong-su și Choe Bae-Cheon au format Armata Drepților și au obținut opt victorii între 1592 și 1594 împotriva armatei de 20.000 de japonezi din provincia Hamgyeong. După retragerea japonezilor, generalui Jeong a ridicat ,,Victoria Bukgwan”. 
- Lista castelelor coreene capturate de Katō:
  - Bătălia de la Haejeongchang  (Hangeul : 해정창) (a XVIII-a zi din luna a VII-a 1592*) sau Kuradokoro (acum Kimch'aek)
  - Capturarea Kilju (hangeul : 길주, hanja : 吉州)
  - Capturarea Myŏngch'ŏn (hanja : 明川)
  - Capturarea Puryeong (hangeul : 부령, hanja : 富寧)
  - Capturarea Hoeryeong (hangeul : 회령, hanja : 會寧) (a XXIII-a zi zi din luna VII-a 1592*)
  - Lupta lui Katō Kiyomasa cu jurchenii: Bătălia de la Yanji” (a XXIV-a zi din luna a VII-a, anul 1592*)
  - Capturarea Onsong
- Recuceririle lui Jeong Mun-bu:
  - Capturarea Gyeongseong (hangeul : 경성, hanja : 鏡城) (a XVI-a zi din luna a IX-a a anului 1592*)
  - Bătălia de la Kilju (hangeul : 길주, hanja :吉州) (a XXX-a zi din luna a X-a a anului 1592*)
  - Bătălia de la Hamheung (hangeul : 함흥) (a X-a zi din luna a XI-a, 1592*)
  - Capturarea Iwon (hangeul : 이원) (a XII-a zi din luna a XI-a, 1592*)
  - Bătălia de la Ssangpo (hangul : 길주 남문밖) (a XIX-a zi din luna I, 1592 *)
  - A doua bătălie de la Kilju (hangul : 길주 남문밖) (a XIX-a zi din luna I-a, 1593*)
  - Capturarea Dancheon (hangeul 단천, hanja : 端川) (a XXIII-a zi din luna I, 1593*)
  - Bătălia de la podul Baektap (hangul : 백탑교) (a XXVIII-a zi din luna I-a, 1593*)

* după calendarul lunar chinezesc

## Campania navală a Joseon-ului din 1592

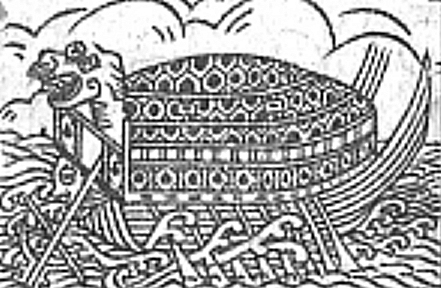
Un desen cu nava-țestoasă

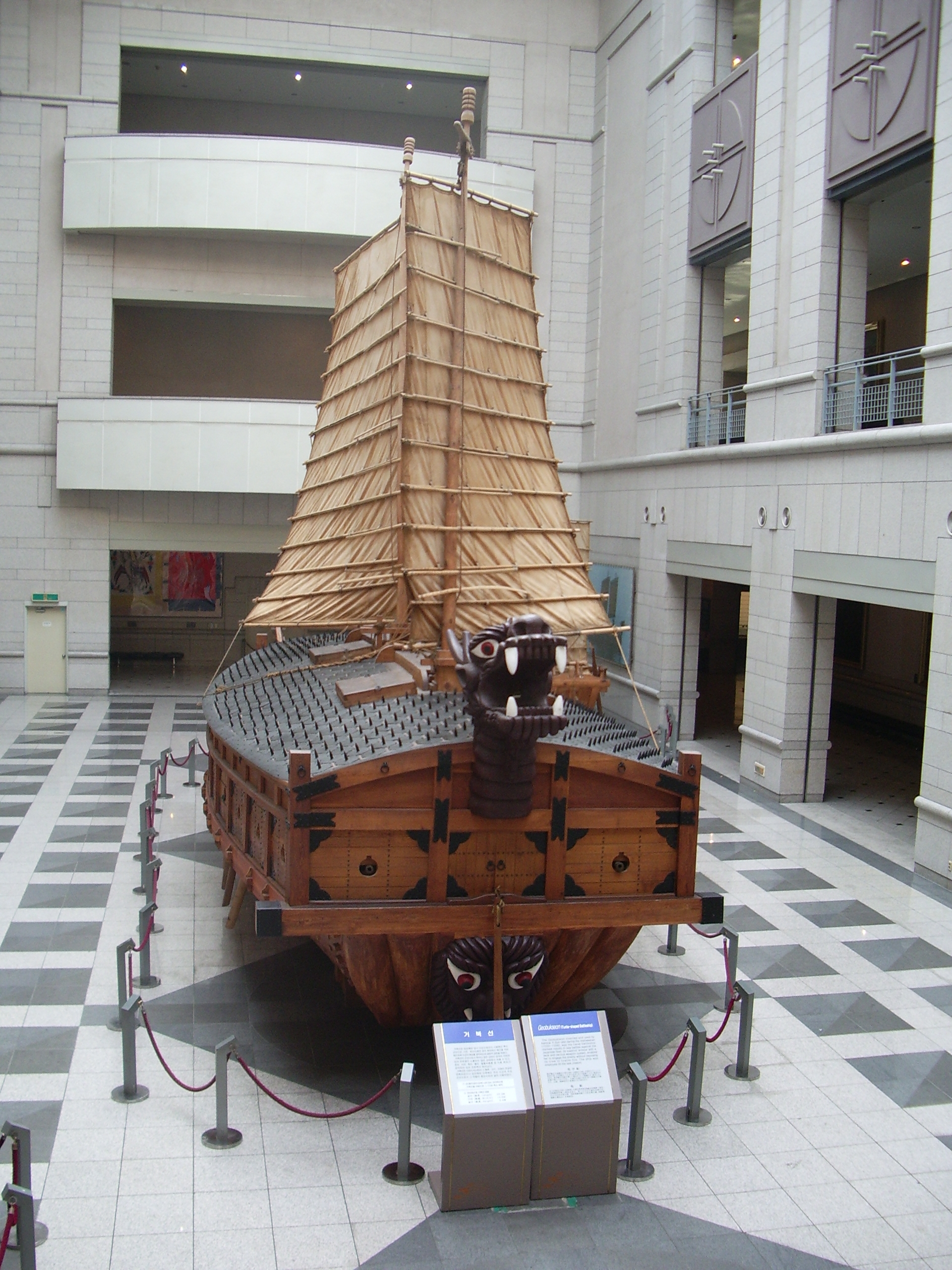
Machetă a navei țestoase aflată la Memorialul Războiului din Seoul. Existența istorică a acoperișului cu piroane este contestată.

După ce au securizat Pyeongyang, japonezii au planificat să treacă râul Yalu intrând în teritoriul jurchen și să folosească apele din vestul peninsulei coreene pentru a aproviziona invazia. cu toate acestea, Yi Sun-sin care deținea funcția de comandant naval de stânga al provinciei Jeolla (care cuprinde apele de vest ale Coreei) a distrus cu succes navele japoneze ce transportau trupe și provizii. Japonia ducea lipsă de arme și provizii pentru a continua invazia din China așa că s-a limitat doar la ocuparea Coreei.
Când trupele japoneze au debarcat în portul Busan, Bak (transcris de asemenea Park) Hong, comandantul naval de stânga al provinciei Gyeongsang a distrus înteaga sa flotă, baza sa, armele și actele apoi a fugit.  Won Gyun, comandantul naval de dreapta a procedat la fel distrugându-și baza și fugind în  Konyang doar cu patru nave. Prin urmare nu a existat nici o activitate navală coreeană în zona provinciei Gyeongsang. Cei doi supraviețuitori din totalul de patru flote au acționat doar în altă parte (partea de vest a peninsulei). Won Gyun i-a trimis mai târziu o scrisoare lui Yi Sun-sin în care a scris că a fost copleșit de japonezi în luptă și a fost nevoit să fugă la Konyang. Yi Sun-sin a trimis un mesager pe insula Namhae din apropiere pentru a le ordona locuitorilor să se pregătească de război. Mesagerul a găsit insula jefuită și abandonată de proprii săi locuitori. Cum soldații începuseră să fugă în secret, Yi a poruncit ca fugarii să fie prinși. Doi dintre fugari au fost aduși înapoi. Yi i-a decapitat iar capetele lor au fost expuse în public. Bătăliile lui Yi Sun-sin au pus presiune semnificativă asupra japoneziilor și le-a afectat înaintarea.
Marina coreeană se baza pe o rețea de pescari locali și bărci de cercetași pentru a primi informații despre mișcările inamicului. În zorii zilei de 13 iunie 1592 Yi Sun-sin și  Yi Eok-gi au pornit cu 24 de panokseon-uri, 15 nave de război mici și 46 de bănci (ex. bărci de pescuit) și au ajuns în apele provinciei Gyeongsang la apusul soarelui. Nava- țestoasă era un vas cu design panokseon dar fără posturi de comandă ridicate și cu pereți curbați. Avea și un acoperiș blindat cu piroane de fier și plăci hexagonale dar existența acestora este contestată.. Pereții navei-țestoase aveau 36 de locuri pentru tunuri și deschideri deasupra tunurilor pe unde echipajul putea observa sau folosi armele personale de foc. Designul acesteia împiedica inamicii să pătrundă în navă și proteja personalul. Nava era cea mai ușor de manevrat și mai rapidă navă din Asia de Est, având două pânze și 16 vâsle care erau folosite pe rând de către 80 de vâslași. Nu mai mult de șase nave-țestoasă au fost utilizate în întregul război iar rolul lor principal era să intre adânc în linile inamice provocând haos cu tunurile și distrugând nava-pavilion a inamicului. În următoarea zi, flota Jeolla a plecat spre locul unde Won Gyun trebuia să le adune și s-au întâlnit cu Yi Sun-sin pe 15 iunie. Flota a crescut la 91 de nave. Acestea înconjurau insula Geoje care era legată de insula Gadeok dar vasele de spionaj au detectat 50 de vase japoneze în portul Okpo. La observarea flotei coreene care se apropia, unii japonezi și-au întors navele și au început să fugă. În acest timp flota coreeană a încercuit navele japoneze și le-a distrus cu bombardamente de artilerie. Coreenii au mai văzut cinci nave japoneze în acea noapte și au reușit să distrugă patru. A doua zi, coreenii au abordat 13 nave japoneze la Jeokjinpo după ce au fost raportate de cercetași. În acelaș mod ca și la Okpo, flota coreeană a distrus 11 nave japoneze, terminând bătălia de la Okpo fără să piardă nici măcar o navă. La aproximativ trei săptămâni după bătălia de la Okpo, Yi Sun-sin și Won Gyun au plecat cu un total de 26 de nave (din care 23 sub comanda lui Yi) spre golful Sacheon după ce au primit un raport despre apariția japonezilor. Yi Sunsin a lăsat în urmă vasele de pescuit care erau cele mai multe în favoarea noii sale nave-țestoase. La data de 08 iulie 1592, flota a ajuns la Golful Sacheon dar fluxul de ieșire a împiedicat flota coreeană să intre. Prin urmare, Yi Sun-sin a ordonat flotei sale să se prefacă că se retrage. Comandantul japonez a observat acesta din cortul său de pe o stâncă. Japonezii au pornit în grabă cu 12 nave urmărind flota coreeană. Marina coreeană a contraatacat cu nava-țestoasă în față distrugând cu succes toate cele 12 nave japoneze.

### Prima campanie (mai 1592)

#### Bătălia de la Okpo (Hangeul: 옥포해전, Hanja: 玉浦海戰)
- Dată: 16.0606.1592 (7 mai)

Portretul amiralului Yi Sun-sin

- Locație: Golful Okpo, Gyeongnam, Coreea
- Rezultat: victorie decisivă coreeană
- Beligeranți: flota luiToyotomi Hideyoshi și marina coreeană
- Comandanți și lideri: Todo Takatora (partea japoneză); Yi Sun-sin și Won Gyun (partea coreeană)
- Putere: Japonia: 70 de nave; Coreea: 27 de panokseon-uri (dintre care 24 sub comanda lui Yi Sun-sin și 3 sub comanda lui Won Gyun), 18 vase mici de luptă (hyeopson; Yi Sun-sin: 15 , Won Gyun: 3) și 46 de vase de pescuit (pojakseon)
- Pierderi: Japonia: 26 de nave; Coreea: un rănit

Bătălia de la Okpo a fost o luptă de două zile în jurul portului Okpo de lângă insula Geoje din Coreea în 1592. Aceasta a fost prima bătălie navală din războiul Imjin și prima victorie a amiralului Yi Sun-sin împotriva flotei japoneze condusă de Todo Takatora. Bătălia de la Okpo a provocat nervozitate și anxietate între japonezi deoarece după bătălie, flota lui Yi Sun-sin a fost desfășurată pentru a ataca vasele japoneze de transport și aprovizionare. Sediul lui Yi Sun-sin era la Yeosu, la vest de insula Namhae de pe coasta sudică a Coreei. Zona înconjurătoare a Okpo și Yeosu este presărată cu numeroase insule și strâmtori înguste. În acestă zonă s-au dat multe lupte navale în care Yi Sun-sin i-a învins pe japonezi.
Amiralul a pornit  pe 05 mai 1592 la ora 2:00 de la Yeosu cu 24 de nave panokseon și a navigat întreaga zi. La data de 06 mai 1592 a ajuns la Dangpo, locul de întâlnire cu ceilalți comandanți. Yi Eok-gi a venit cu flota lui, dar Won Kyun a venit foarte târziu. Amiralul s-a apropiat de portul Okpo în ziua următoare. El a văzut în jur de 50 de nave japoneze ancorate acolo. Soldații japonezi jefuiau și ucideau civilii coreeni. Furios, Yi Sun-sin i-a atacat. Japonezii au intrat în panică și s-au îmbarcat repede în încercarea de a scăpa. Coreenii i-au încercuit pe japonezi și au început să tragă cu tunurile. Comandantul japonez Todo Takatora a ordonat oamenilor săi să contracareze cu archebuzele dar acestea nu au produs pagube mari. După o luptă disperată, japonezii s-au aruncat peste bord cu armele și armurile lor. Yi Sun-sin a condus navele înapoi spre mare iar următoarea zi s-a apropiat de un port numit Jeokjinpo. El a fost din nou întristat să vadă cum japonezii hărțuiesc civilii coreeni și a ordonat soldaților săi să tragă cu arcurile și tunurile spre ei. Ei au distrus 11 dintre cele 13 nave japoneze. Coreenii au luat comorile din epavele japoneze și s-au întors la Yeosu.
Yi Sun-sin a fost promovat de către regele Seonjo la rangul de Comandant Naval al Celor Trei Provincii (hangeul : 삼도수군통제사, hanja : 三道水軍統制使). Acest rang corespundea gradului modern de amiral și îi dădea autoritatea de a conduce flotele de dreapta și de stânga din Jeolla, flotele de dreapta și de stânga din Gyeongsang precum și flota Chungcheong. După ce văzuse cum japonezii ucid oamenii și jefuiesc orașele locale, amiralul s-a hotărât să apere poporul coreean oprind debarcarea navelor japoneze. Mai târziu, în bătălia de la Sacheon, el a folosit pentru prima dată ,,arma secretă”, nava-țestoasă învingându-i din nou pe japonezi.  

#### Bătălia de la Happo (Hangeul: 합포해전, Hanja: 合浦海戰)
- Parte din războiul Imjin
- Dată: 16.06.1592 (7 mai)
- Locație: portul Happo, Masan
- Rezultat: victorie coreeană
- Beligeranți: flota lui Toyotomi Hideyoshi și marina Joseon-ului
- Comandanți și lideri: nu se știe (partea japoneză); Yi Sun-sin, Won Gyun (partea coreeană)
- Putere: 5 nave (partea japoneză); 91 de nave (partea coreeană)
- Victime și pierderi: 5 nave distruse (partea japoneză); nici o navă pierdută (partea coreeană)

Bătălia de la Happo a fost o luptă navală care a avut loc pe data de 7 mai 1592 între flota coreeană condusă de amiralul Yi Sun-sin și forțele japoneze ale lui Toyotomi Hideyoshi. Amiralul Yi Sun-sin intenționa să își petreacă noaptea pe navă după bătălia de la Okpo dar a fost nevoit să își schimbe planurile după ce în jurul orei 17 a primit un raport care spunea că cinci nave japoneze de mari dimensiuni se îndreaptă spre Happo. El a ordonat soldaților să urmărească cu navele pe japonezi. Navele japoneze au fost prinse în apropiere de Happo și distruse după o luptă scurtă. Aceasta a fost cea de-a doua victorie a amiralului Yi.

#### Bătălia de la Jeokjinpo (Hangeul: 적진포해전, Hanja: 赤珍浦海戰)
- Parte din războiul Imjin
- Dată: 17.06.1592 (8 mai)
- Locație: portul Jeokjinpo, Tongyeong
- Rezultat: victorie coreeană
- Beligeranți: flota lui Toyotomi Hideyoshi și marina Joseon-ului
- Putere: 13 nave (partea japoneză); 91 de nave (partea coreeană)
- Victime și pierderi: 11 nave distruse (partea japoneză); fără nave pierdute (partea coreeană)

După bătălia de la Happo, în dimineața de 8 mai, Yi Sun-sin a primit un nou raport care spunea că alte 13 nave japoneze și-au făcut apariția. Amiralul a ordonat din nou flotei sale să pornească spre Jinhae în urmărirea dușmanilor. Forțele coreene au prins navele japoneze la Jeokjinpo dar ofițerii japonezi și echipajul au abandonat navele fugind în munți înainte ca soldații coreenei să poată trage. Coreenii au scufundat cu ușurință cele 13 nave de război japoneze abandonate.

### A doua campanie (iunie 1592)

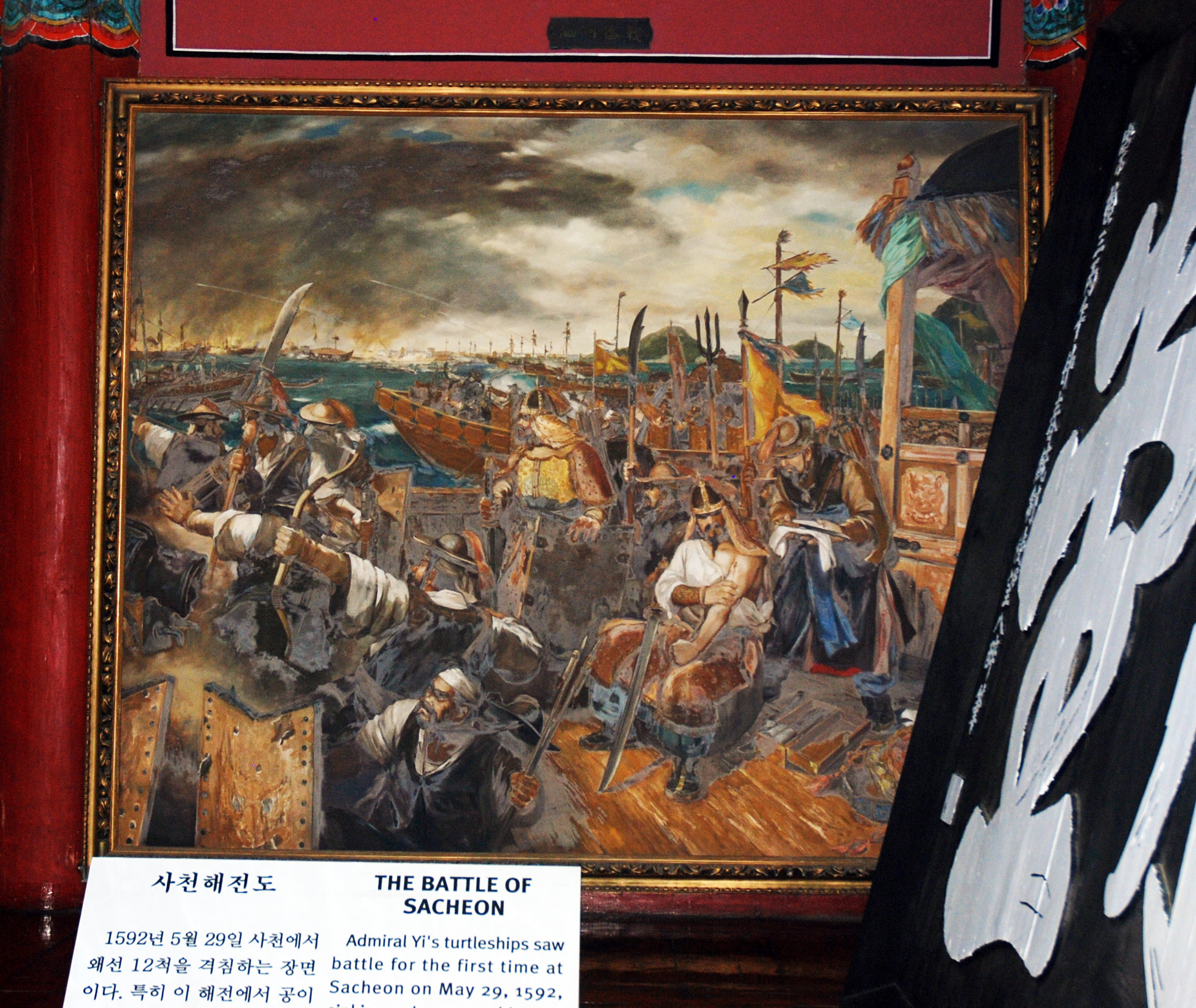
Pictură reprezentând bătălia de la Scheon

#### Bătălia de Sacheon (Hangeul: 사천포해전, Hanja: 泗川浦海戰)
- Parte din războiul Imjin
- Dată: 1592 (29 mai )
- Locație: Sacheon, Coreea
- Beligeranți: flota japoneză și marina coreeană
- Comandanți și lideri: nu se știe (partea japoneză); Yi Sun-sin și Won Gyun (partea coreeană)
- Putere: 13 nave (partea japoneză); 25 nave + o navă țestoasă (partea coreeană)
- Pierderi și victime: toate cele 13 nave au fost distruse (partea japoneză); patru soldați răniți grav, amiralul Yi a fost împușcat în umăr (partea coreeană)

Bătălia navală de la Sacheon a avut loc pe data de 29 mai 1592 și a fost prima bătălie din cea de-a doua campanie a amiralului coreean Yi Sun-sin. A fost prima bătălie în care a fost folosită nava-țestoasă.
Amiralul Yi se afla la Yeosu, sediul său. El făcea planuri pentru un nou atac împotriva japonezilor când Won Gyun a trimis un raport în care îl informa pe amiral despre prezența navelor japoneze în Sacheon și zona înconjurătoare. Yi Sun-sin s-a alarmat deoarece se temea că japonezii se pregătesc să atace orașul Yeosu. Amiralul Yi a condus flota spre Sacheon pe 29 mai 1592. Amiralul s-a întâlnit cu Won Gyun la strâmtoarea Noryang și au discutat despre planurile de luptă. Yi Sun-sin a cercetat zona înconjurătoare. De pe o stâncă mare cu vedere la oraș se putea observa cum japonezii se deplasau prin tot orașul. 12 nave mari de război japoneze erau ancorate în port împreună cu multe alte nave mici. Amiralul Yi știa că nu putea să îi atace pe japonezi în formație vârf de lance deoarece soldații japonezi ar fi tras cu archebuzele spre coreeni de pe stânci.
El dorea să lupte cu japonezii pe mare unde era un spațiu mare de manevră. În speranța că îi va atrage pe japonezi, amiralul și-a întors navele de luptă și s-a retras. Se pare că, după ce a observat că coreenii se retrag comandantul japonez a ordonat imediat oamenilor săi să ia o parte din navele ancorate în port și să-i urmărească.
Bătălia de la Sacheon a fost prima bătălie în care amiralul Yi a folosit nava-țestoasă. În momentul în care coreenii și japonezii ajunseseră în marea deschisă era aproape noapte. Cu toate acestea, amiralul și-a întors rapid nava țestoasă și celelalte nave deschizând focul asupra vaselor japoneze. Ghiulelele și săgețile incendiare cădeau asupra navelor japoneze ca și grindina. Acest atac a avut un efect imediat asupra navelor de război inamice, multe nave fiind grav avariate. Atacul acerb și brusc al coreenilor i-a șocat pe japonezi. Totuși, spre deosebire de reacția slabă pe care au avut-o în bătălia de la Okpo, în această bătălie japonezii au luptat cu curaj răspunzând imediat cu foc de archebuze. Din nefericire pentru japonezi, aceștia nu au avut nici o șansă să urce la bordul navelor coreene din cauza focurilor concentrate de tun. În nava țestoasă nu se putea urca nicicum din cauza piroanelor de fier de pe acoperiș. Apoi, când nava țestoasă a rupt liniile japonezilor trăgând în toate direcțiile aceștia au intrat în panică.
În toiul luptei cursul istoriei Coreei era să se schimbe. Amiralul Yi a fost împușcat în umăr de către un archebuzier japonez. Căpitanii coreeni au fost șocați. Totuși, glonțul a străpuns doar pielea de pe brațul stâng, lăsând-ul pe amiral cu o leziune minoră. În câteva ore, toate navele japoneze au fost scufundate. Câțiva supraviețuitori s-au luptat să ajungă la țărm. Bătălia de la Sacheon i-a provocat îngrijorare comandantului japonez de la Busan. Acesta a început să se teamă că navele de aprovizionare venite din Japonia ar putea fi în pericol.

#### Bătălia de la Dangpo (Hangeul: 당포해전, Hanja: 唐浦海戰)
- Parte din războiul Imjin
- Dată: 1592 (2 iunie)
- Locație: Tongyeong, Coreea
- Rezultat: victorie decisivă coreeană
- Comandanți și lideri: Kurushima Michiyuki† (partea japoneză); Yi Sun-sin, Won Gyun, Gweon Jun, Kim Wan, Yi Eon Ryang și Yi Gi Nam (partea coreeană)
- Putere: 21 de nave (partea japoneză); în totalitate 26 de nave (partea coreeană)
- Pierderi și victime: majoritatea navelor au fost distruse (partea japoneză); pierderi minimale (partea coreeană)

Bătălia de la Dangpo a fost o bătălie din timpul războiului Imjin. S-a dat între forțele navale coreene și japoneze încheindu-se cu victoria coreenilor. În următoarea zi de după bătălia de la Sacheon, amiralul Yi și flota sa s-au odihnit pe vapoare în largul mării, la Saryang. Ei trebuiau să fie odihniți pentru a putea lupta cu putere în cazul unui contraatac japonez. Amiralul a mobilizat din nou flota în dimineața de 2 iunie după ce a primit un raport care spunea că 21 de nave japoneze sunt ancorate în portul Dangpo.
La Dangpo, Kurushima Michiyuki (subordonat al lui  Kurushima Michifusa) a poruncit trupelor sale să jefuiască și să incendieze un oraș de coastă.
Când s-a apropiat cu flota de portul Dangpo, amiralul Yi Sun-sin a observat că nava amiral a flotei japoneze era ancorată printre celelalte nave. Dându-și seama de ocazia pe care o avea, Yi Sun-sin a atacat cu propria sa navă amiral (o navă-țestoasă) nava amiral a japonezilor. Constituția robustă a navei-țestoase i-a permis să treacă prin linia de nave japoneze și să se așeze în dreapta navei amiral a dușmanilor. Constituția ușoară a navei japoneze a făcut-o ușor de scufundat. Din nou, ghiulelele trase ne nava-țestoasă cădeau ca și grindina peste navele japoneze, distrugându-le. Coreenii au încercuit celelalte nave ancorate și au început să la scufunde. Apoi, generalul coreean Kwon Joon l-a lovit cu o săgeată pe Kurushima. Comandantul japonez a căzut mort iar un căpitan coreean a sărit la bord și i-a tăiat capul.
Soldații japonezi au intrat în panică după decapitarea amiralului lor și deoarece deveniseră dezorganizați au fost uciși cu ușurință de către coreeni. Amiralul a ordonat unor soldați să debarce pentru a distruge baza inamică de pe plajă dar a fost nevoit să își retragă ordinul când a auzit că cel puțin 20 de nave vin de la Koje-do. Din dorința de a da flotei sale cel mai mare avantaj tactic posibil, el a ordonat navelor să iasă în marea largă. Lupta nu a mai continuat în aceeași zi deoarece flota japoneză s-a retras în întuneric după ce a văzut că flota coreeană a fost intimidată.
După bătălie, coreenii au căutat nava amiral a lui Kurushima, capturând un frumos evantai de aur dăruit lui Kurushima de către Toyotomi Hideyoshi. Amiralul a tot căutat pe insulele din jur până ce a primit de la niște pescari alt raport care spunea că o altă mică flotă japoneză este ancorată la Danghangpo. Acolo avea să se dea o nouă bătălie.

#### Bătălia de la Danghangpo (Hangeul: 제1차 당항포해전, Hanja: 唐項浦海戰)
- Parte din războiul Imjin
- Dată: 1592 (5-6 iunie)
- Locație: Goseong sau Jinhae, Coreea
- Rezultat: victorie decisivă coreeană
- Beligeranți: flota japoneză și marina coreeană
- Comandanți și lideri: nu se știe (partea japoneză); Yi Sun-sin, Yi Eok-gi și Won Gyun (partea coreeană)
- Putere: 26 nave (partea japoneză); 51 de nave (partea coreeană)
- Victime și pierderi: anihilare totală (partea japoneză); nici o pierdere (partea coreeană)

În dimineața de după bătălia de la Dangpo și în următoarele câteva zile, amiralul Yi a căutat alte nave japoneze. Negăsind nimic, Yi Sun-sin s-a alăturat amiralului Yi Eok-gi la data de 4 iunie 1592, formând împreună o flotă de 51 de nave. În aceeași zi, amiralul Yi a primit un raport care spunea că există o flotă japoneză în apropiere de Danghangpo. El a trimis imediat navele la Danghangpo pentru a verifica dacă raportul este corect. în portul Danghangpo erau ancorate 26 de nave japoneze, inclusiv o altă navă amiral.
La fel ca la Dangpo, japonezii jefuiau și ardeau clădirile din orașul coreean. Amiralul a trimis câteva nave de patrulare pentru a testa apărarea japoneză. Patru nave mari japoneze s-au aliniat în fața navei amiral pentru a o apăra. Ca și la Dangpo, Yi Sun-sin a trimis navele sale țestoase în golf pentru a perturba formația japoneză în timp ce panokseon-urile formau un baraj și trăgeau încontinuu. Nava-țestoasă s-a desprins în mai multe nave, surprinzându-i pe japonezi. Temând-se că soldații japonezi s-ar retrage te uscat și în munți făcând raiduri asupra unui sat coreean ca să se răzbune, amiralul Yi a poruncit flotei sale să se retragă în ocean. Încurajați de retragerea coreenilor, japonezii au pornit în urmărirea lor. Nava amiral japoneză a preluat conducerea. Japonezii au tras cu archebuzele spre coreeni dar ni i-au putut nimeri deoarece erau prea departe. Când navele japoneze au ajuns în larg, amiralul a ordonat panokseon-urilor să încercuiască navele japoneze în timp ce navele-țestoase atacau din plin. În câteva minute nava amiral a luat foc iar comandantul japonez a murit. Văzând soarta tragică a amiralului lor, celelalte nave japoneze au încercat să se retragă la mal dar au fost urmărite și încercuite din nou de panokseon-uri. În câteva ore, flota japoneză a fost complet distrusă de artileria coreeană.

#### Bătălia de la Yulpo (Hangeul: 율포해전, Hanja: 栗浦海戰)
- Parte din războiul Imjin
- Dată: 1592 (7 iunie)
- Locație: în apropiere de Youngdeungpo
- Rezultat: victorie decisivă coreeană
- Beligeranți: flota coreeană și cea japoneză
- Comandanți: Yi Sun-sin, Yi Eok-gi și Won Gyun (partea coreeană); Kurusima Michisima (partea japoneză)
- Forță: 51 panokseon-uri și 50 de nave mici (partea coreeană); 7 nave (partea japoneză)
- Victime și pierderi: nici o pierdere (partea coreeană); 7 nave distruse (partea japoneză

Flote coreeană a plecat în zori și a ajuns în Jeungdo. Coreenii au căutat în toată zona după urme ale navelor japoneze și au ajuns în Youngdeungpo la prânz. Acolo au găsit o mică flotă japoneză și au pornit în urmărirea ei. După ce au fost înfrânți, japonezii au părăsit navele și au fugit pe uscat. În conformitate cu evidențele forțelor japoneze, comandantul  Kurusima Michisima s-a sinucis pe mal. Flotele lui Yi Sun-sin, Yi Eok-gi și Won Gyun s-au despărțit pe 10 iunie mergând fiecare la baza sa.

### A treia campanie (iulie 1592)

#### Bătălia de la Hansando (Hangeul: 한산도대첩, Hanja: 閑山島大捷)
Articol separat: Bătălia de la Hansando

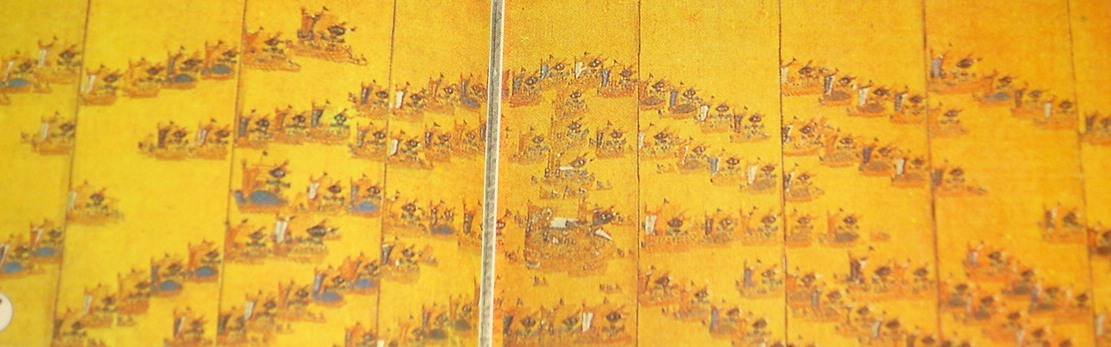
Faimoasa strategie folosită de amiralul coreean Yi Sun-sin în bătălia de la Hansando

Ca răspuns la succesele marinei coreene, Toyotomi Hideyoshi și-a amintit de trei dintre comandanții săi de la forțele terestre: Wakizaka Yasuharu, Kato Yoshiaki, și Kuki Yoshitaka. Ei au fost primii comandanți cu atribuții navale dintre toți militarii care au participat la invazie. Cu toate acestea, comandanții sosiseră în Busan cu nouă zile înainte ca ordinul lui Hideyoshi să fie eliberat și au asamblat un escadron pentru a contracara marina coreeană. Wakizaka a terminat pregătirile și lansat un atac împotriva coreenilor fără să aștepte ca ceilalți comandanți să termine pregătirile din dorința de a câștiga onoare militară. Marina coreeană de 53 de nave condusă de Yi Sun-sin și Yi Ok-gi efectua o operațiune de căutare și distrugere deoarece japonezii avansaseră în provincia Jeolla. Provincia Jeolla a fost era singurul teritoriu coreean neafectat de operațiuni militare majore și servea ca sediu a celor trei comandanți și singurei forțe navale coreene active. Marina coreeană a considerat că este cel mai bine să distrugă suportul său naval pentru a reduce eficiența trupelor inamice. La data de 13 august 1592, flota coreeană a navigat de la insula Miruk la Dangpo unde a primit informația că o numeroasă flotă japoneză este în apropiere. În dimineața următoare, flota coreeană a aflat că 82 de nave japoneze sunt ancorate la strâmtoarea Gyeonnaeryang. Din cauza adâncimii strâmtorii și pericolului reprezentat de rocile subacvatice, Yi Sun-sin a trimis șase nave ca să atragă 63 de vase japoneze în marea largă iar flota japoneză le-a urmat. Acolo, flota japoneză a fost înconjurată de flota coreeană într-o formație semicirculară specială creetă ge Yi Sun-sin. Marina coreeană avea trei nave-țestoasă care au fost folosite pentru străpungerea formației japoneze. Vasele coreene au atacat formația japoneză cu salve de tun. Apoi coreenii au început o bătălie acerbă cu japonezii păstrând dintanța pentru ca aceștia să nu poată intra în navele coreene. Ui Sun-sin a permis luptele de aproape doar împotriva navelor japoneze grav avariate. Bătălia s-a încheiat cu o victorie coreeană, japonezii pierzând 59 de nave dintre care 47 distruse și 12 capturate. Mai mulți prizonieri de război coreeni au fost salvați de către soldații coreeni de-alungul luptei. Wakisaka scăpat datorate vitezei navei sale pavilion. Când vestea înfrângerii de la Hansando a ajuns la Toyotomi Hideyoshi, acesta a ordonat încetarea tuturor operțiunilor navale.

#### Bătălia de la Angolpo (Hangeul: 안골포해전, Hanja: 安骨浦海戰)
- Parte din războiul Imjin
- Dată: 16.08.1592 (10 iulie)
- Locație: Jinhae, Angol-dong
- Rezultat: victorie coreeană
- Beligeranți: flota Joseon-ului (coreeană) și flota japoneză
- Comandanți și lideri: Yi Sun-sin, Yi Eok-gi și Won Gyun (partea coreeană); Kuki Yoshitaka și Kato Yoshitaka (partea japoneză)
- Forță: 59 panokseon-uri și 50 de nave mici (partea coreeană); 42 de nave (partea japoneză)
- Victime și pierderi: nici o pierdere (partea coreeană); 20 de nave pierdute (partea japoneză)

Când flota coreeană se odihnea în Gyeonnaeryang, nava de cercetare a raportat că în 9 iulie 40 de nave japoneze erau ancorate în Angolpo. La momentul respectiv, în Angolpo erau ancorate flotele lui Guki Yoshitaka și Gato Yoshiyaki. La 10 iulie, flota Joseon-ului a plecat spre Angolpo. Coreenii au încercat să atragă flota japoneză spre marea largă deoarece în fața portului nivelul apei era foarte scăzut iar panokseon-urile nu se puteau apropia. Cu toate acestea, flota japoneză a rămas în port și a răspuns trăgând de pe teren. Amiralul Yi a trimis diviziile sale să scufunde navele ancorate în port. Mulți soldați japonezi au fost uciși iar cei care au supraviețuit s-au retras pe uscat. După ce jumătate din flota japoneză s-a scufundat, flota Joseon-ului s-a  retras fiind îngrijorați pentru oamenii de rând. Flota lui Yi Sun-sin s-a întors în cartierul său principal pe 13 iulie.

### A patra campanie

#### Bătălia de la Jangnimpo (Hangeul: 장림포해전, Hanja: 長林浦海戰)
- Parte din războiul Imjin
- Dată: 1592 (29 august)
- Locație: Busan, Saha-gu, Jangrim-dong
- Rezultat: victorie coreeană
- Beligeranți: flota coreeană și flota japoneză
- Comandanți și lideri: Yi Sun-sin, Yi Eok-gi și Won Gyun (partea coreeană);
- Forță: 81 de nave (partea coreeană); 6 nave (partea japoneză)
- Victime și pierderi: 6 nave japoneze distruse

#### Bătălia de la Hwajungumi (Hangeul: 화준구미해전, Hanja: 花樽龜尾海戰)
- Parte din războiul Imjin
- Dată: 5.10.1592 (1 septembrie)
- Locație: Busan, Saha-gu, Molundae
- Rezultat: victorie coreeană
- Beligeranți: flota coreeană și flota japoneză
- Comandanți și lideri: Yi Sun-sin (partea coreeană)
- Forță: 81 de nave (partea coreeană); 5 nave (partea japoneză)
- Victime și pierderi: 5 nave distruse (partea japoneză)

#### Bătălia de la Dadaepo (Hangeul: 다대포해전, Hanja: 多大浦海戰)
- Parte din războiul Imjin
- Dată: 5.10.1592 (1 septembrie)
- Locație: Busan, Saha-gu, Dadae-dong
- Rezultat: victorie coreeană
- Beligeranți: flota coreeană și flota japoneză
- Comandanți și lideri: Yi Sun-sin (partea coreeană)
- Forță: 81 de nave (partea coreeană); 8 nave (partea japoneză)
- Victime și pierderi: 8 nave distruse (partea japoneză)

#### Bătălia de la Seopyeongpo (Hangeul: 서평포해전, Hanja :西平浦海戰)
- Parte din războiul Imjin
- Locație: Busan, Saha-gu, Gupyeong-dong, Gamcheon
- Dată: 5.10.1592 (1 septembrie)
- Rezultat: victorie coreeană
- Beligeranți: flota coreeană și flota japoneză
- Comandanți și lideri: Yi Sun-sin (partea coreeană)
- Forță: 81 de nave (partea coreeană); 9 nave (partea japoneză)
- Victime și pierderi: 9 nave distruse (partea japoneză)

#### Bătălia de la insula Jeolyeong (Hangeul :절영도해전, Hanja: 絶影島海戰)
- Parte din războiul Imjin
- Locație: Busan, Yeongdo-gu
- Dată: 5.10.1592 (1 septembrie)
- Rezultat: victorie coreeană
- Beligeranți: flota coreeană și flote japoneză
- Comandanți și lideri: Yi Sun-sin (partea coreeană)
- Forță: 81 de nave (partea coreeană); 2 nave (partea japoneză)
- Victime și pierderi: 2 nave (partea japoneză)

#### Bătălia de la Choryangmok
- Parte din războiul Imjin
- Locație: Busan, Dong-gu, Choryang-dong
- Dată: 5.10.1592 (1 septembrie)
- Rezultat: victorie coreeană
- Beligeranți: flota coreeană și flota japoneză
- Comandanți și lideri: Yi Sun-sin (partea coreeană)
- Forță: 81 de nave (partea coreeană); 4 nave (partea japoneză)
- Victime și pierderi: 4 nave (partea japoneză)

#### Bătălia de la Busan (Hangeul: 부산포해전, Hanja: 釜山浦海戰)
- Parte din războiul Imjin
- Locație: coasta Busan-ului, Joseon (Coreea)
- Rezultat: victorie contestată coreeană; victorie strategică japoneză[117]
- Beligeranți: marina Joseon-ului și marina japoneză
- Comandanți și lideri: Yi Sun-sin, Won Gyun, Yi Eok Ki, Jung Woon, Gweon Jun, Song Hui Rip, Yi Mui Gong, Kim Wan, Yi Young Nam, Eo Young Dam, Yi Eon Ryang (partea coreeană); Wakisaka Yasuharu, Kuki Yoshitaka, Tōdō Takatora, Kato Yoshiaki (partea japoneză)
- Forță: 166 de vase (74 panokseon-uri și 92 hyeopseon-uri; partea coreeană); 470 de vase și 8000 de soldați (partea japoneză)
- Victime și pierderi: ofițerul Won și alți șase soldați au murit, 25 de soldați au fost răniți, câteva panokseon-uri au fost avariate (partea coreeană); 128 de vase distruse (partea japoneză)

Bătălia de la Busan din 1592, sau mai precis bătălia de la Busanpo (golful Busan) (釜山 浦 海战) a fost o luptă navală ce a avut loc în septembrie 1592, în timpul primei invazii japoneze în Coreea. A fost un atac surpriză al armatei coreene care viza recucerirea Busan-ului și tăierea linilor japoneze de aprovizionare. În această luptă, ofițerul Un și alți șase soldați coreeni au murit iar japonezii au pierdut peste 100 de nave. Totuși, controlul Busan-ului și al rutelor navale din Japonia la Busan a rămas la japonezi. Ocupația japoneză de la Busan s-a menținut până în 1597 când forțele japoneze s-au retras din cauza morții lui Hideyoshi.
După ce flota coreeană condusă de Yi Sun-sin i-a învins definitiv pe japonezi la 8 iulie, în bătălia de la Hansando, aceștia au fost nevoiți să își schimbe tacticile. Strategia lor a fost să transporte provizii și întăriri pe mare către partea de nord a peninsulei coreene pentru a putea continua invazia spre Ming. Deoarece această strategie a eșuat, trupele japoneze din provinciile nordice ale Coreei au suferit de foame și lipsă de muniții. Pentru a invada China, japonezii trebuiau să își asigure rutele de aprovizionare. Strategia alternativă a japonezilor a fost să transporte trupe și provizii pe uscat, pe drumuri dar acestea au fost blocate de forțele coreene Uibyeong ("Armata Drepților"). Mulți civili coreeni și călugări budiști au format o armată de voluntari pentru a se apăra de japonezi.
După bătălia de la Hnsando în care amiralul coreean Yi Sun-sin a învins flota japonezilor, aceștia au rămas tăcuți aproape o lună. La jumătatea lunii august, armatele japoneze conduse de comandanții Kato Yoshiaki, Kimura și  Okamoto s-au retras din Hanyang (Seul) în provincia Gyeongsang. În acest timp, în Busan existau 8000 de soldați și 430 de nave care apărau coasta. Cu toate aceste, navele de spionaj trimise de amiralul Yi au raportat că sunt 470 de nave de război. Comandantul Yi crezuse că japonezii se retrag spre țara lor. Astfel, Kim Su, guvernatorul din Gyeongsang  (慶尙右水營)  i-a cerut comandantului Yi să blocheze traseul maritim. Amiralul Yi și-a unit flota sa cu cea a comandanților Yi Eok-ki și Won Gyun, formând o flotă unită de 166 de nave. Pe drumul spre Busan, Yi Sun-sin a învins 24 de nave japoneze la Seopyeongpo (西 平 浦), Dadaejin (多大 浦) și Jeolyoungdo (绝 影 岛). Flota Joseon-ului a învins navele japoneze în mod repetat datorită marinarilor săi bine pregătiți și tunurilor cu rază medie sau lungă de acțiune.
În largul coastei Busan-ului, flota unită a Joseon-ului și-a dat seama că flota japoneză este pregătită de luptă iar armata staționează în jurul țărmului. Flota Joseonului s-a aranjat în formația ,,Șarpele Lung” (Jangsajin; 长蛇 阵). Formația purta această denumire deoarece avea forma unui șarpe lung. Navele erau aliniate una după cealaltă într-o linie lungă pentru a ataca flota japoneză. Fiind copleșiți de flota coreeană, japonezii și-au abandonat navele retrăgându-se pe uscat. Soldații japonezi au început să tragă disperați spre flota coreeană de pe dealurile din apropiere. Soldații coreeni trăgeau cu săgeți spre japonezi în timp ce scufundau navele inamice cu focuri de tun.
Ca și număr, navele coreene erau de trei ori mai puține decât cele japoneze. Deși comandantul Yi a distrus 100 de nave, el nu a ordonat soldaților săi să urmărească dușmanul pe uscat deoarece conștientiza că abilitățile de luptă ale oamenilor săi erau mult mai slabe decât ale samurailor. În plus, soldații coreeni erau obosiți după atâtea călătorii și lupte maritime iar pe uscat ar fi fost copleșiți de japonezi și din punct de vedere numeric. Până în acest moment navele și tunurile fuseseră mai importante decât numărul soldaților. Armata coreeană era și mai dezavantajată atunci când japonezii utilizau armele de foc. Armata japoneză avea și o unitate de cavalerie bine instruită. Cu toate acestea, Armata Drepților a luptat în locul flotei ucigând 3800 de dușmani. În această luptă, amiralul Yi a pierdut unul dintre ofițerii săi dragi pe nume Un.
După această bătălie, activitatea navală a forțelor coreene a scăzut substanțial. În anul 1592, din mai până la bătălia de la Busan avuseră loc 9 bătălii navale conduse de amiralul Yi. Darurmătoarea bătălie a avut loc 6 luni mai târziu, în februarie 1593. Forțele japoneze au reușit să apere Busan-ul și ruta către Japonia. Deoarece japonezii și-au dat seama de importanța apărării linilor de aprovizionare, au încercat să aducă regiunile de la vest de Busan (unde a venit marina Joseon-ului) sub controlul lor. Această încercare a japonezilor a dus la prima bătălie de la Jinju pe care au pierdut-o în fața generalului coreean Kim Si-min care a învins o armată japoneză de 20.000 de soldați. În 1593, japonezii au atacat din nou Jinju, de data aceasta reușind să cucerească fortăreața.
În Coreea se spune că amiralul Yi și marina Joseon-ului a câștigat bătălia iar japonezii au pierdut controlul asupra mărilor din jurul Joseon-ului. Pe de altă parte, în Japonia se spune că această bătălie s-a încheiat cu victoria strategică a Japoniei deoarece japonezii au reușit să protejeze golful Busan și linia de alimentare dinspre Japonia. Japonezii încearcă să dovedească aceasta prin mesajele dintre Daimyou și înregistrările istorice oficiale ale Joseon-ului. De exemplu, în Analele Dinastiei Joseon care este o înregistrare istorică oficială, această bătălie este descrisă sumar ca un eșec strategic. Bătălia este descrisă prin textul: "李舜臣等攻釜山賊屯, 不克。 倭兵屢敗於水戰, 聚據釜山、東萊, 列艦守港。 舜臣與元均悉舟師進攻, 賊斂兵不戰, 登高放丸, 水兵不能下陸, 乃燒空船四百餘艘而退。 鹿島萬戶鄭運居前力戰, 中丸死, 舜臣痛惜之。". Acesta text poate fi tradus astfel: Yi Sun-sin și flota sa au atacat Busan-ul, locul unde staționau inamicii, dar nu ua reușit să îi învingă. Deși soldații japonezi au fost învinși de multe ori pe mare, ei s-au adunat în cetățile Busan și Dongnae de unde păzeau navele de război. Yi Sun-sin și Won Gyun au atacat golful Busan cu un număr mare de nave, dar japonezii nu au ieșit să lupte ci au stat pe uscat trăgând doar cu archebuzele. Astfel, marina Joseon-ului nu a putut debarca. După ce a ars 400 de nave japoneze, flota lui Yi Sun-sin s-a retras. Ofițerul 鹿岛 万户 (Jeong Un) a fost împușcat în timpul luptelor grele și a murit. Yi Sun-sin regretă profund pierderea camarazilor săi. 

### Armata drepților
De la începutul războiului, coreenii s-au organizat în forțe armate denumite ,,Armata Drepților” (의병) pentru a rezista invaziei japoneze. Aceste trupe s-au ridiacat la luptă în toată țara participând la raiduri, asedii și precum și la transportarea proviziilor sau construirea dispozitivelor de război. Trei categorii de oameni formau în general Armata Drepților: oamenii de rând și nobilii patrioți, supraviețuitorii și soldații coreeni rămași fără conducători sau călugării budiști. În timpul primei invazii, provincia Jeolla a rămas singura zonă din peninsula coreeană care nu a fost ocupată de japonezi. În plus față de patrulele de succes pe mare ale amiralului Yi Sun-sin, trupele coreene de voluntari au pus presiune pe japonezi, făcându-i să evite provincia concentrându-se pe alte priorități.

### Campaniile lui Gwak Jae-u de-alungul râului Nakdong
Gwak Jae-u a fost un lider celebru al Armatei Drepților. Mulți istorici sunt de părere că el a fost primul care a strâns o armată de civili pentru a lupta contra invadatorilor japonezi. El fusese un proprietar de terenuri din Uiryong, oraș situat pe râul Nam, în provincia Gyeongsang. După ce oamenii obișnuiți au părăsit orașul iar un atac japonez era iminent, Gwak a organizat 50 de orășeni. Cu toate acestea, divizia a treia a armatei japoneze a trecut de la Changwon direct spre Songju.. Când Gwak și-a aprovizionat armata din depozitele părăsite ale statului, guvernatorul Kim Su din Gyeongsang a crezut că sunt rebeli și a ordonat ca gruparea să fie destructurată. Când generalul a cerut ajutor de la alți proprietari de pământuri și a trimis un mesaj la rege, guvernatorul a trimis trupe împotriva lui Gwak chiar dacă avea deja destule probleme cu japonezii. Cu toate acestea, un oficial a venit din capitală pentru a ridica trupele din provincie. Deoarece oficialul locuia în apropiere și îl cunoștea pe Gwak, l-a salvat pe acesta și a rezolvat problemele cu guvernatorul.
Gwak Jae-u și-a desfășurat trupele după trestiile înalte, la unirea dintre râurile Nakdong și Nam. Această strategie a împiedicat rupele japoneze să intre ușor în provincia Jeolla unde staționa flota amiralului Yi Sun-sin.

### Bătălia de la Uiryong / Chongjin
Divizia a șasea a armatei japoneze condusă de Kobayakawa Takakage se ocupa de cucerirea provinciei Jeolla. Divizia a șasea a mărșeluit spre Songju prin traseul japonez prestabilit. Ei au atacat Geumsan în Chungcheong unde Kobayakawa și-a asigurat baza pentru cucerirea provinciei. Ankokuji Ekei, un fost călugăr budist transformat în general în urma rolului pe care l-a avut în negocierile dintre Mōri Terumoto și  Toyotomi Hideyoshi a condus unitățile din divizia a șasea pentru a ocupa provincia Jeolla. Unitățile au început să mărșăluiască de la Uiryong la Changwon și au ajuns la râul Nam. Cercetașii lui Ankokuji au împlântat metri în locurile unde apa era cea mai mică astfel încât unitățile să traverseze râul pe timp de noapte. Coreenii au mutat metrii în zonele cele mai adânci ale râului. Când japonezii au început să traverseze, trupele lui Gwak Jae-u  ia-u prins în ambuscadă, provocândule pierderi grele. În cele din urmă, pentru a avansa în provincia Jeolla, oamenii lui Ankokuji au fost nevoiți să meargă spre nord  prin apropierea cetăților cucerite de japonezi, ocolind zonele nesigure. La Kaenyong, Ankokuji și-a fixat ca următoarea țintă Gochang-ul pe care dorea să îl cucerească cu ajutorul lui Kobayakawa Takakage. Cu toate acestea, întreaga campanie Jeolla a fost abandonată atunci când Kim Myeon și trupele sale au prins în ambuscadă armata lui Ankokuji trăgând cu săgeți de pe pozițile lor ascunse în munți.

### Coaliția Jeolla și bătălia de la Yongjin
Trupele japoneze avansaseră la Hanseong (azi Seoul). Yi Kwang, guvernatorul din Jeolla a dorit să verifice progresul japonezilor și a pornit cu armata sa spre capitală. Când a aflat că orașul fusese deja cucerit, guvernatorul și-a retras armata. Mulți voluntari s-au alăturat armatei lui Yi Kwang iar numărul aceesteia a crescut la 50.000. Guvernatorul Yi Kwang și comandanții voluntarilor au hotărât să recucerească capitala și au condus forțele reunite la nord de Suwon (42 km/ 26 mile la sud de Hanseong). La 4 iunie, o avangardă de 1900 de soldați au încercat să ocupe cetatea de la Yong-in (în apropiere de Hanseong) dar cei 600 de apărători japonezi conduși de Wakizaka Yasuharu au evitat o luptă cu coreenii până în 5 iunie când principalele trupe japoneze au venit să apere cetatea. Trupele japoneze s-au apărat cu succes împotriva coaliției Jeolla forțându-i pe coreeni să se retragă.

### Prima campanie Geumsan
În provincia Gyeongsang, generalul Kwak mobiliza o armată de voluntari. Go Gyeong-Myeong a mobilizat în provincia Jeolla o armată de 6000 de oameni. Comandantul Go a mers să se alieze cu un alt comandant de voluntari care strânsese o armată în provincia Chungchong, dar la trecerea frontierei gintre provincii a auzit că a șasea divizie a armatei japoneze condusă de  Kobayakawa Takakage a plecat din cetatea de munte Geumsan pentru a ataca Jeonju (capitala provinciei Jeolla). Go Gyeong-myeong s-a întors din drum. După ce și-a unit forțele cu generalul Gwak Yong a plecat cu soldații spre Geumsan. Au ajuns acolo la 10 iulie și s-au luptat cu o armată japoneză care se retrăsese după ce fusese înfrântă cu două zile înainte în bătălia de la Ichi (8 iulie).

#### Asediul de la Jinju (1592)
Jinju (진주) era o fortăreață strategică care apăra provincia Gyeongsang. Comandanții japonezi știau că controlul asupra Jinju le-ar fi oferit accesul la orezăriile din provincie. Prin urmare, Hosokawa Tadaoki a pornit spre Jinju cu o armată mare. Jinju era apărat de Kim Simin (김시민), unul dintre cei mai pricepuți generali coreeni care comanda o garnizoană de 3000 de soldați. Generalul achiziționase recent aproximativ 200 de archebuze noi care erau de aceeași putere cu cele ale japonezilor. Cu ajutorul archebuzelor, tunurilor și mortierelor, coreenii au reușit să îi alunge pe japonezi din provincia Jeolla. Bătălia de la Jinju este considerată una dintre cele mai mari victorii coreene deoarece a oprit japonezii din înaintarea lor în provincia Jeolla. 
- Parte din războiul Imjin
- Dată: 5-10 octombrie 1592
- Locație: fortăreața Jinju, Coreea
- Rezultat: victorie decisivă coreeană
- Beligeranți: armata japoneză și armata coreeană ajutată de cetățeni
- Comandanți și lideri: Hosokawa Tadaoki, Hasegawa Hidekazu, Kimura Shigekore, Sinju Naosada, Kazuya Dakenori, Ota Kazuyoshi, Motoshima Matasaburo, Takuchi Yasuke (partea japoneză); Kim Si-min †, Gwak Jaeu, Kim Seong-il, Yi Gwang-ak, Seong Su-gyeong, Choi Dak-ryang, Shim Dae-seung, Kim Jun-min, Jeong Gi-ryong, Im Gye-yeong, Choi Gyeong-hoe, Yu Sung-in † (partea coreeană)

Primul asediu de la Jinju (1592) a fost o bătălie care s-a încheiat cu victoria coreenilor.
Jinju era un castel important care apăra provincia Jeolla. Ukita Hideie și Hosokawa Tadaoki s-au înțeles să cucerească Jinju pentru a controla provincia Jeolla și a ataca forțele coreene conduse de Gwak Jae-u care se ascundeau în zonă. Castelul Jinju era de asemenea un loc de unde putea fi capturată multă pradă de război. Ukita trebuia să recucerească Changwon, o mică fortăreață care păzea intrarea în castelul Jinju. Prin urmare, o armată de 30.000 de soldați a fost trimisă să atace Changwon și Jinju.
Yu Sung-in, comandantul de dreapta al provinciei Gyeongsang și-a plasat armata în fața porții castelului Jinju. Generalul Yu Sung-in a cerut permisiunea de a intra în Jinju. Cu toate acestea, archebuzierii japonezi au ajuns din spate întăririle. Kim Si-min a respins cererea în mod inevitabil iar Yu Sung-in a fost de acord în cele din urmă cu decizia acestuia. Întăririle au fost distruse de archebuzierii japonezi.
Japonezii au început să atace tare cetatea. Ei se așteptau la o victorie ușoară dar generalul Kim Si-min lupta cu curaj alături de cei 3.800 de soldați ai săi. Din nou, coreenii au fost depășiți numeric. Kim Si-min achiziționase recent 170 de archebuze la fel ca cele utilizate de japonezi. Kim Si-min instruise bine trupele și crezuse întotdeauna că poate să apere Jinju.
Japonezii au tras și au adus scări pentru a urca pe ziduri. Ei au adus de asemenea și un turn de asediu pentru a lupta mai ușor. Coreenii au contraatacat cu ghiulele de tun, săgeți și gloanțe. Surprins, Hosokawa a încercat o altă metodă de atac prin acoperirea celor care escaladau zidurile cu foc de archebuze. Strategia a fost fără succes deoarece coreenii au ignorat gloanțele continuând să distrugă scările cu pietre și topoare. Atunci când coreenii au început să tragă cu mortierele, japonezii au înregistrat și mai multe pierderi.
După trei zile de lupte, Kim Si-min a fost lovit de un glonț într-o parte a capului și nu a mai putut comanda forțele. Comandanții japonezi au atacat mai puternic, folosinduse de confuzia dintre coreeni. Dar coreenii au luptat în continuare. Soldații japonezi nu reușeau să escaladeze zidurile chiar dacă erau acoperiți cu focuri puternice de archebuze. Soldații coreeni nu erau într-o stare bună deoarece comandantul lor fusese rănit iar muniția era pe terminate.
Gwak Jae-u, unul dintre principalii lideri ai Armatei Drepților a ajuns pe timp de noapte cu o armată dar aceasta era prea mică pentru a apăra Jinju. Gwak a ordonat oamenilor săi să producă zgomot suflând în cornuri. Aproximativ 3000 de luptători au sosit. În această situație, comandanții japonezi au conștientizat pericolul, renunțând la asediu și retrăgându-se.
Armata Drepților era prea mică pentru a apăra Jinju. Totuși, retragerea japonezilor i-a încurajat foarte mult pe coreeni. Prima bătălie de la Jinju, bătălia de la insula Hansan și bătălia de la Haengju sunt considerate unele dintre cele mai importante bătălii ale războiul Imjin.

### Intervenția Ming
Coreeneii nu erau capabili să alunge singuri forțele japoneze de pe teritoriul lor. În ciuda diferitelor dificultăți logistice și organizatorii ale armatelor japoneze, coreenii nu au reușit să oprească invazia japoneză fără intervenția unui factor extern, Ming.
Istoricul coreean Yu Song-nyong a afirmat că victoriile marinei coreene au blocat toate strategiile invadatorilor, ,,tăind unul dintre brațele” cu care Japonia dorea să învăluie Coreea, izolând armata lui Konishi Yukinaga de la Pyeongyang și apărând apele apele teritoriale ale Chinei de atacul japonez, astfel încât ,,Armata Celestă” să poată veni pe uscat pentru a ajuta Coreea.
Văzând criza din Joseon, împăratul Wanli din Ming și curtea sa au fost inițial sceptici și confuzi. Ei nu și-au putut explica cum țara care le plătea tribut a putut fi depășită așa repede. Curtea coreeană a ezitat la început și s-a retras spre Pyeongyang fără să ceară ajutor de la chinezi.
Invazia Manchu
După război, Regatul coreean a devenit din ce în ce izolat. Conducătorii săi a încercat să limiteze contactul cu țări străine. În plus, Dinastia Ming a fost slăbită, parțial din cauza războiului din Coreea împotriva Japoniei, care a dus la stabilirea noilor Dinastia Qing.  Coreenii au decis sa construiasca frontierele stricte, exercita un control mai mare asupra inter-traficului la frontieră, și să aștepte afară turbulența inițială a răsturnarii dinastiei Manchu de către Ming.
Coreea de suferit de pe urma invaziilor de două manciurienii, în 1627 (vezi  Prima Invazie Mancuriana in Coreea) și 1637 (vezi   A doua Invazie Mancuriana in Coreea). Coreea s-a predat manciurienilor și a devenit un stat vasal al dinastiei Qing.